# Österreich 2020
Dieser Artikel listet Ereignisse des Jahres 2020 in Österreich auf.

## Allgemein

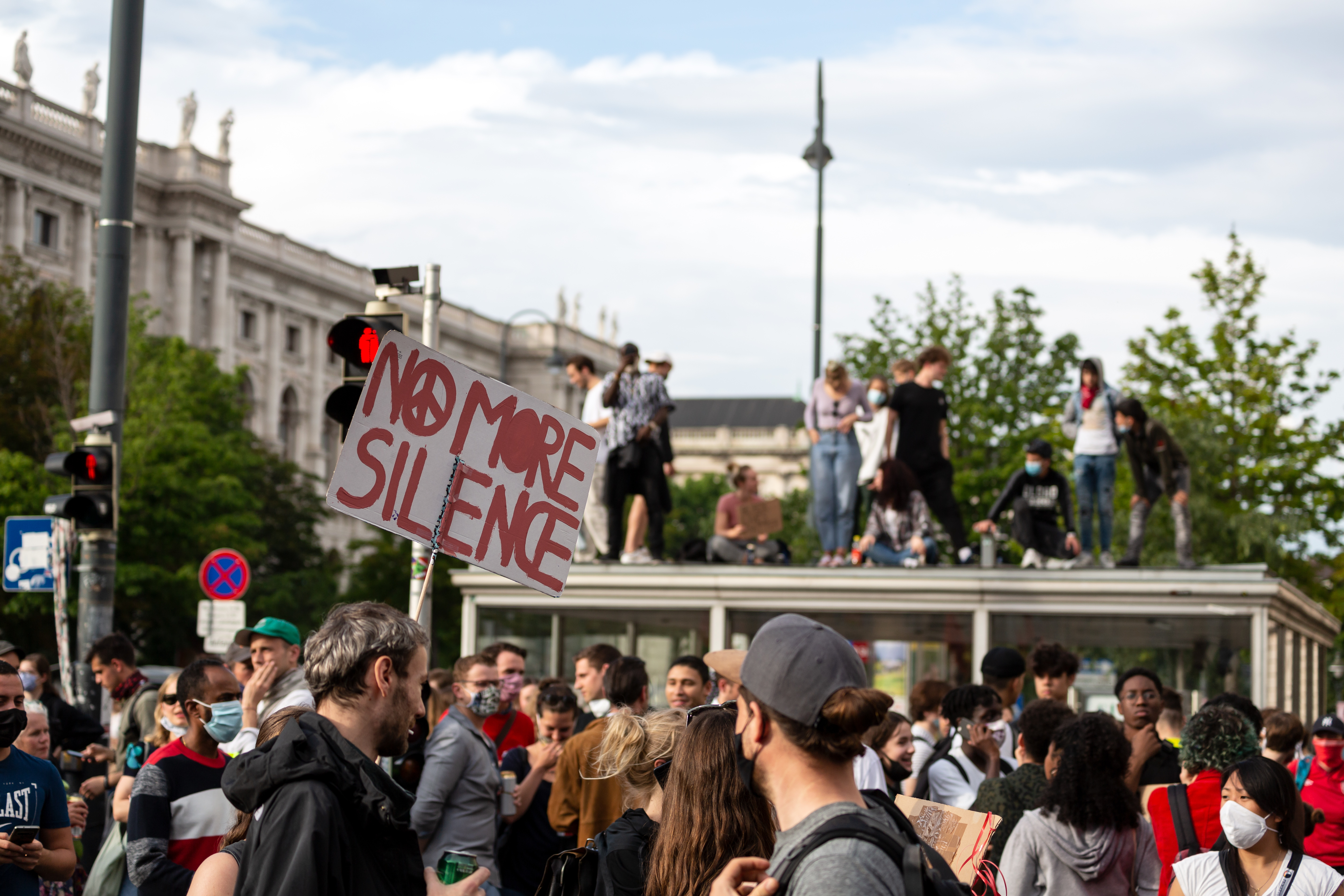
Black Lives Matter Vienna am 4. Juni

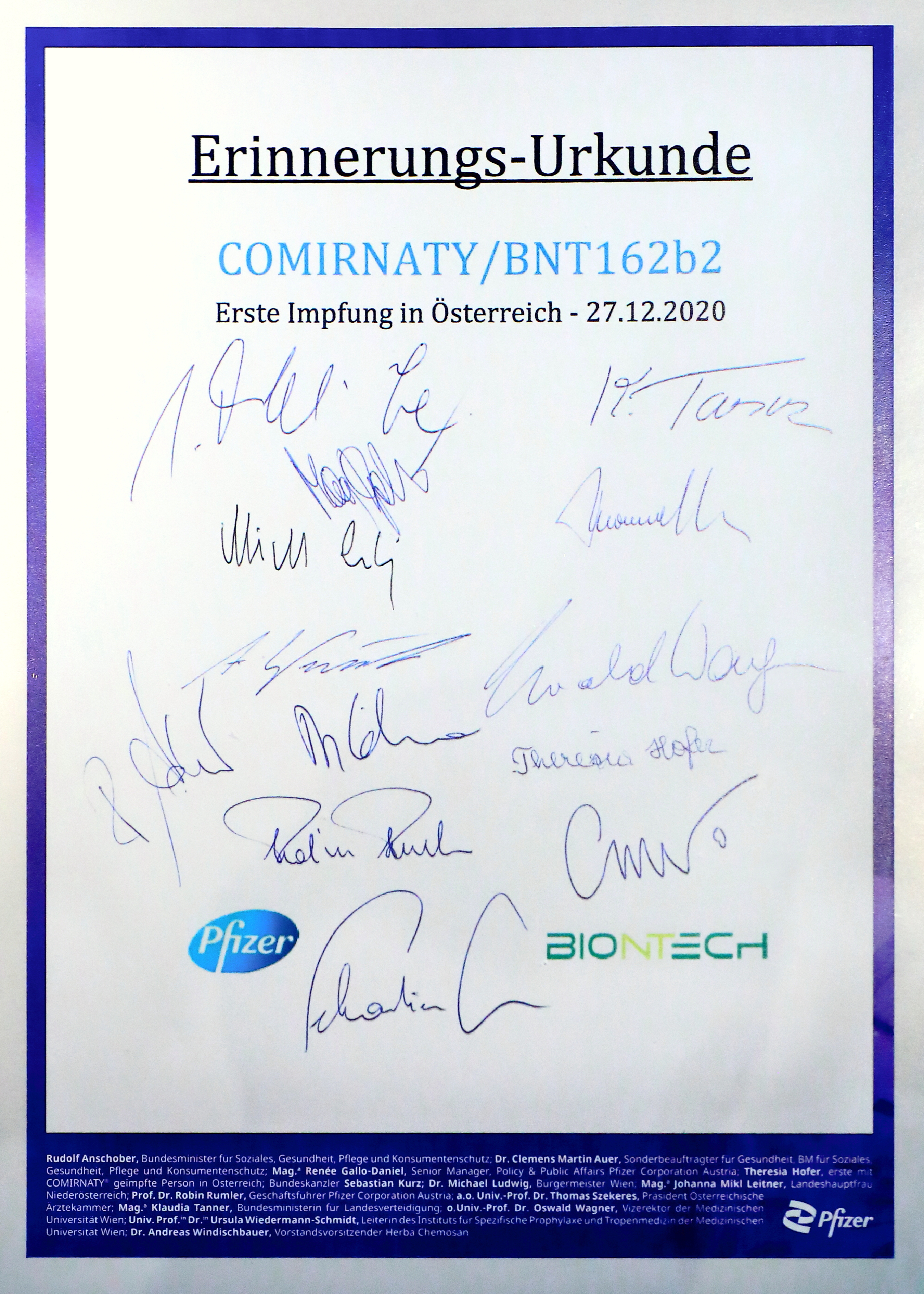
Urkunde anlässlich der ersten Impfung gegen Corona am 27. Dez. in Österreich

- 1. Jänner: Zusammenführung der bestehenden 21 auf fünf Sozialversicherungsträger. Die neun Gebietskrankenkassen werden zur Österreichischen Gesundheitskasse fusioniert, die Versicherungsanstalt öffentlich Bediensteter (BVA) und die Versicherungsanstalt für Eisenbahnen und Bergbau (VAEB) zur Versicherungsanstalt öffentlich Bediensteter, Eisenbahnen und Bergbau (BVAEB), die Sozialversicherungsanstalt der Bauern (SVB) und die Sozialversicherungsanstalt der gewerblichen Wirtschaft (SVA) zur Sozialversicherungsanstalt der Selbständigen (SVS).[1]
- 7. Jänner: Barbara Stelzl-Marx  wird vom Klub der Bildungs- und Wissenschaftsjournalisten als österreichische Wissenschafterin des Jahres 2019 ausgezeichnet.[2]
- 20. Februar: 64. Wiener Opernball
- 25. Februar: Erste COVID-19-Krankheiten in Österreich
- 27. Mai: Eröffnung der Albertina Modern im Künstlerhaus Wien
- 4. Juni: Im Rahmen der ausgehend von den Vereinigten Staaten auch in anderen Ländern stattfindenden Proteste in der Folge des Todes von George Floyd findet Black Lives Matter Vienna gegen Rassismus und Polizeigewalt statt, mit rund 50.000 Teilnehmern die größte Demonstration in Wien seit Jahren.[3]
- 17. Juni: Dem Mathematiker Adrian Constantin wird der Wittgenstein-Preis 2020 zuerkannt.[4]
- 17. bis 21. Juni: Ingeborg-Bachmann-Preis 2020
- 23. August bis 3. September: Europäisches Forum Alpbach
- 24. September bis 18. Oktober: Festival für zeitgenössische Kunst Steirischer Herbst
- 25. Oktober: Verleihung der Big Brother Awards im Wiener Rabenhof Theater
- Oktober: Verleihung der Auszeichnung Österreicher des Jahres 2020
- 2. November: Terroranschlag in Wien 2020
- November: Verleihung des Österreichischen Buchpreises 2020
- 3. Dezember: Das Wort Babyelefant wurde zum Österreichischen Wort des Jahres 2020 gewählt, auf dem zweiten Platz folgt das Wort Corona. Das Unwort wurde Coronaparty vor Social Distancing und coronabedingt. Zum Unspruch des Jahres wurde die Aussage Wir werden auch in Österreich bald die Situation haben, dass jeder irgendjemanden kennt, der an Corona verstorben ist gewählt.[5]
- 27. Dezember: In Anwesenheit des Bundeskanzlers und des Gesundheitsministers erfolgt an der Medizinischen Universität Wien die erste Covid-19-Impfung.

### Google-Suchbegriffe des Jahres 2020 in Österreich
- Suchbegriffe des Jahres: 1. Coronavirus, 2. US-Wahl, 3. French Open, 4. Dominic Thiem, 5. Kobe Bryant, 6. Joe Biden, 7. iPhone 12, 8. Dow Jones, 9. PS5, 10. US Open
- Promis Österreich: 1. Dominic Thiem, 2. Alma Zadić, 3. Erik Schinegger, 4. Karl Nehammer, 5. Sonja Kirchberger, 6. Lisa Eckhart, 7. Rudolf Anschober, 8. Anna Veith, 9. Amira Pocher, 10. Nunu Kaller
- COVID-19-Pandemie: 1. Coronavirus, 2. Corona-Ampel, 3. Corona Fälle Österreich, 4. Coronavirus Tipps, 5. Coronavirus Italien, 6. Lockdown, 7. Coronavirus Symptome, 8. Kurzarbeit, 9. Neuinfektionen, 10. Biontech Aktie
- Aufreger & Schlagzeilen: 1. Wirecard, 2. Beirut, 3. Wien-Wahl, 4. Trump Twitter, 5. Terroranschlag Wien, 6. Hanau, 7. Black Lives Matter, 8. Sturm Sabine, 9. Schleich di du Oaschloch, 10. Commerzialbank[6]

## Politik

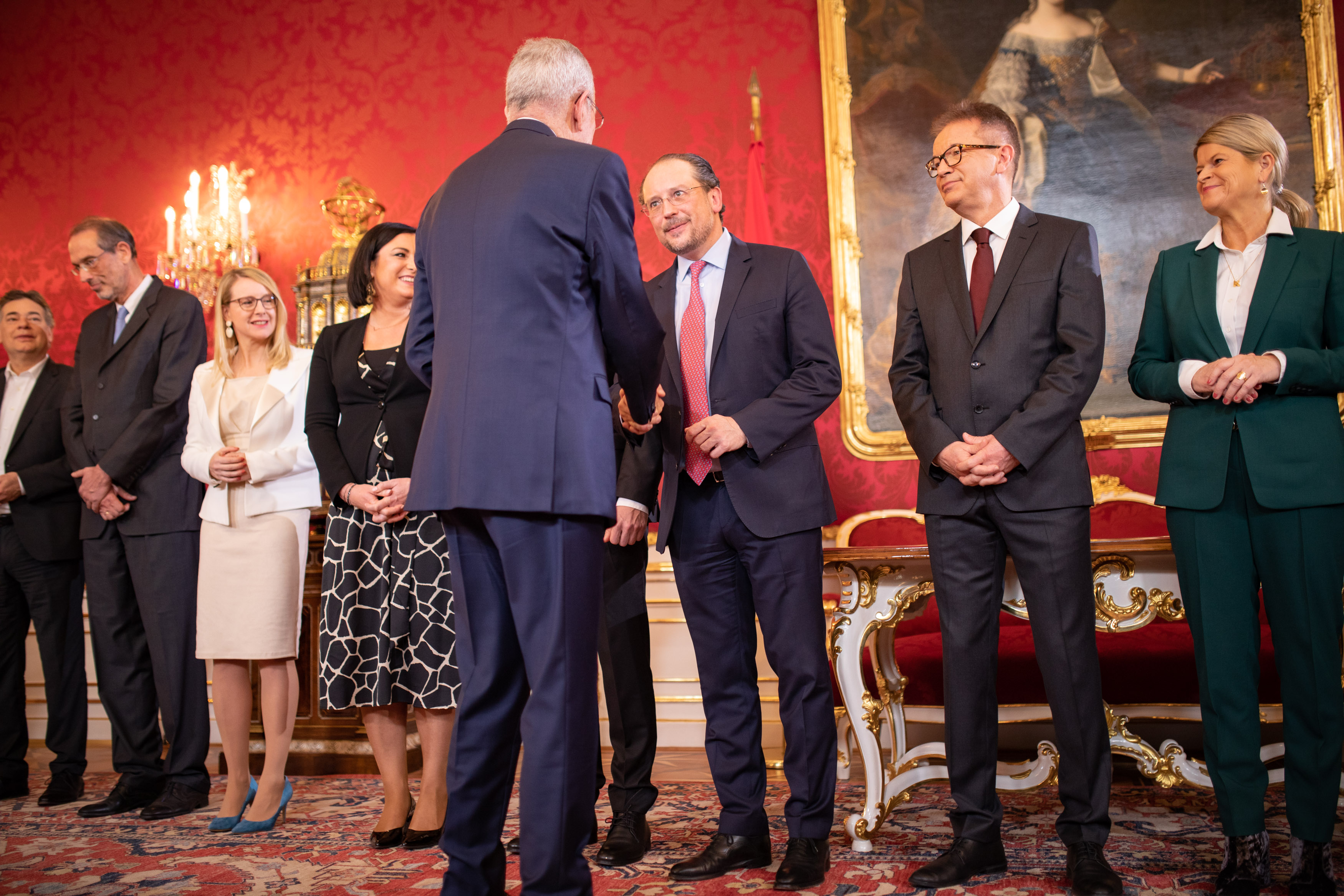
Angelobung der Bundesregierung am 7. Jänner 2020

- 7. Jänner: Nach der Regierungsbildung in Österreich 2019 findet die Angelobung der Bundesregierung Kurz II durch Bundespräsident Alexander Van der Bellen statt.[7]
- 22. Jänner: Einsetzung eines Parlamentarischen Untersuchungsausschusses zur mutmaßlichen Käuflichkeit der türkis-blauen Bundesregierung (Ibiza-Untersuchungsausschuss)[8]
- 29. Jänner: Enthebung und neuerliche Ernennung mit Angelobung jener Regierungsmitglieder der Bundesregierung Kurz II, sowie der Staatssekretärin und des Staatssekretärs, deren Ressorts bzw. Zuständigkeiten sich durch die Bundesministeriengesetz-Novelle 2020 geändert haben.[9][10]
- 17. Februar: Nach der Landtagswahl im Burgenland 2020 findet die konstituierende Sitzung der XXII. Gesetzgebungsperiode mit der Wahl und Angelobung der Landesregierung Doskozil II statt.[11][12]

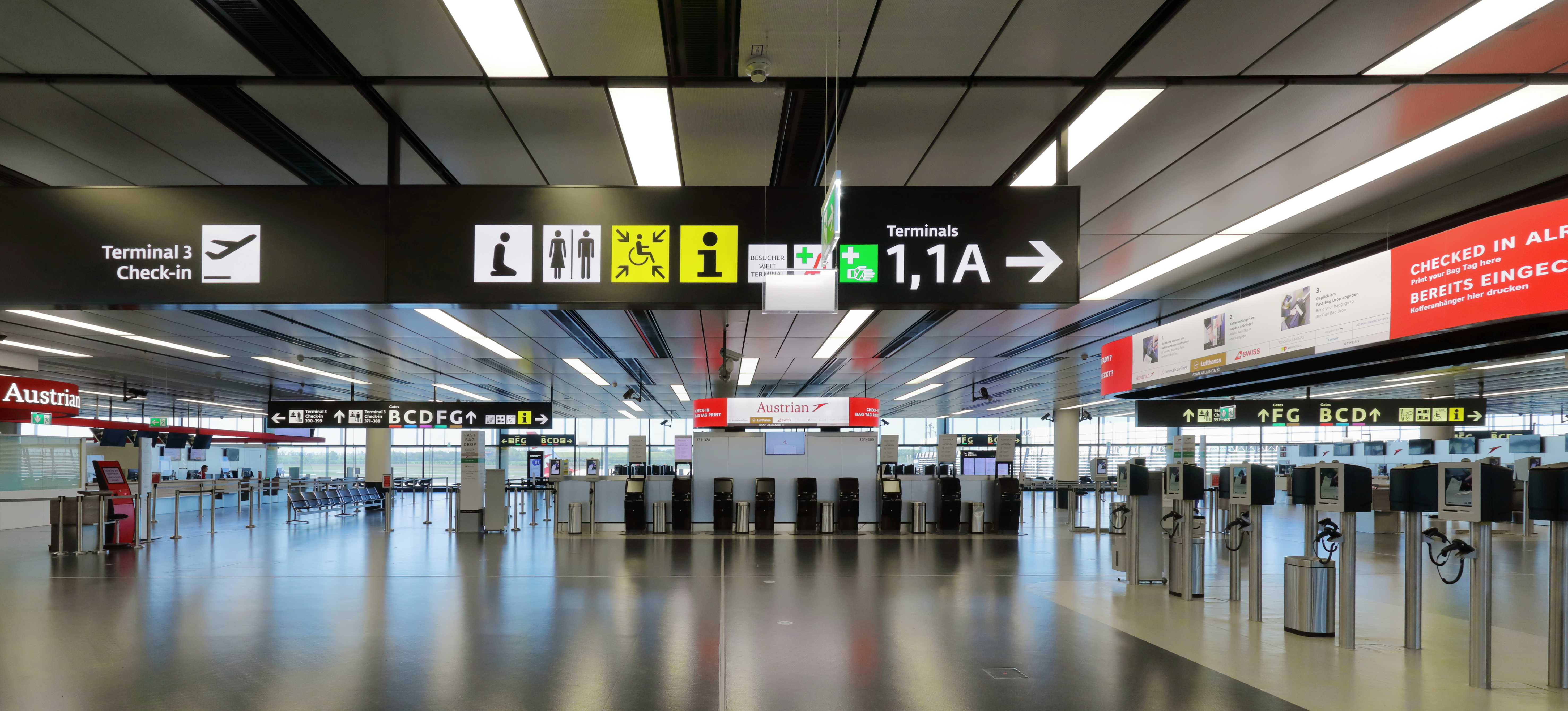
Menschenleerer Check-in-Bereich im Terminal 3 am Flughafen Wien-Schwechat während der COVID-19-Pandemie

- 13. März 2020: Verkündung von Quarantäne und Ausgangsbeschränkungen im Zuge der COVID-19-Pandemie in Österreich
- 24. November 2020: Wahl und Angelobung von Landesregierung und Stadtsenat Ludwig II[13]

## Wahltermine
- 26. Jänner: Landtagswahl im Burgenland 2020 und Gemeinderatswahlen in Niederösterreich 2020
- 2. bis 4. März: Wirtschaftskammerwahl
- 28. Juni: Gemeinderatswahlen in der Steiermark 2020[14]
- 13. September: Gemeindevertretungs- und Bürgermeisterwahlen in Vorarlberg 2020[15]
- 11. Oktober: Wahl zum 21. Landtag in Wien (letzte Wahl 11. Oktober 2015)[16]
- 11. Oktober: Bezirksvertretungswahl in Wien 2020 (letzte Wahl 11. Oktober 2015)[17]

## Sport
- 28. Dezember 2019 bis 6. Jänner: Vierschanzentournee 2019/20
- 9. bis 22. Jänner: Österreich bei den Olympischen Jugend-Winterspielen 2020 / Vor- und Hauptrunde der Handball-Europameisterschaft 2020 in Graz und Wien
- 20. bis 26. Jänner: 80. Hahnenkammrennen / Eiskunstlauf-Europameisterschaften 2020 in Graz
- 31. Jänner bis 2. Februar: Österreichische Badmintonmeisterschaft 2020
- 11. und 12. März: Biathlon-Junioren-Europameisterschaften 2020 in Hochfilzen
- 5. Juli: Großer Preis von Österreich 2020
- 12. Juli: Großer Preis der Steiermark 2020
- 16. August: Großer Preis von Österreich (Motorrad)
- 23. August: Großer Preis der Steiermark (Motorrad)
- 7. bis 13. September: Generali Open 2020
- 18. bis 20. September: World Series of Darts Finals 2020 in Salzburg
- September: Madainitennis Open 2020 in St. Pölten
- Oktober: Klagenfurt Open 2020
- 5. bis 11. Oktober: Mountainbike-Weltmeisterschaften 2020 in Leogang
- 24. Oktober bis 1. November: Erste Bank Open 2020/Qualifikation und Erste Bank Open 2020
- 10. November: Verleihung der Auszeichnung Sportler des Jahres 2020
- 6. bis 18. November: World Cup of Darts 2020 in Graz
- 7. bis 15. November: Upper Austria Ladies Linz 2020/Qualifikation und Upper Austria Ladies Linz 2020
- Dezember bis Jänner 2021: Vierschanzentournee 2020/21

### Meisterschaften, Cups und Ligen
- Österreichische Fußballmeisterschaft 2019/20 und 2020/21
- Österreichische Fußball-Frauenmeisterschaft 2019/20 und 2020/21
- Österreichischer Fußball-Cup 2019/20 und 2020/21
- Österreichischer Frauen-Fußballcup 2019/20 und 2020/21
- Österreichische Herren-Handballmeisterschaft 2019/20 und 2020/21
- ÖHB-Cup 2019/20 und 2020/21
- ÖHB-Pokal der Frauen 2019/20 und 2020/21
- Österreichische Eishockey-Liga 2019/20 und 2020/21
- Baseball-Bundesliga Saison 2020
- Schachbundesliga 2019/20 (Österreich) und 2020/21
- Schachbundesliga 2019/20 (Österreich, Frauen) und 2020/21
- Austrian Football League 2020
- Poolbillard-Bundesliga 2019/20 und 2020/21
- Österreichische Meisterschaften im Skilanglauf 2020
- Österreichische Hockey-Bundesliga (Feld, Herren) 2019/20 und 2020/21
- Österreichische Alpine Skimeisterschaften 2020
- Österreichische Handballmeisterschaft (Frauen) 2019/20 und 2020/21
- Alps Hockey League 2019/20
- Dameneishockey-Bundesliga 2019/20 und 2020/21
- Admiral Basketball Bundesliga 2019/20
- Floorball-Bundesliga Österreich 2019/20 und 2020/21
- Österreichische Volleyball-Meisterschaft 2019/20 (Männer) und 2020/21
- Österreichische Volleyball-Meisterschaft 2019/20 (Frauen) und 2020/21
- Österreichischer Volleyball-Cup 2019/20 (Männer) und 2020/21
- Österreichischer Volleyball-Cup 2019/20 (Frauen) und 2020/21
- Österreichische Badminton-Bundesliga 2019/20 und 2020/21

## Musik, Theater, Bühne, Kunst
- 01. Jänner: Neujahrskonzert der Wiener Philharmoniker 2020
- 12. Februar: Protestsongcontest
- 1. Juli bis 20. September: Das Donauinselfest tourt mit 240 Pop-up-Konzerten durch Wien[18]
- 14. Juli bis 26. Oktober: „Festival La Gacilly-Baden Photo“ unter dem Motto „Niemals aufgeben“ im öffentlichen Raum in Baden
- 1. bis 30. August: Salzburger Festspiele
  - Opernbesetzungen der Salzburger Festspiele ab 2017
  - Schauspielbesetzungen der Salzburger Festspiele ab 2017
  - Mozart-Matineen der Salzburger Festspiele ab 2017
- 6. August: Verleihung des Österreichischen Musiktheaterpreises 2020
- August/September: Grafenegg Festival
- 26. August bis 26. September: Festwochen 2020 reframed[19]
- 10. September: Amadeus-Verleihung 2020[20][21]
- 18. September: Sommernachtskonzert der Wiener Philharmoniker[22]
- 10. bis 12. September: Waves Vienna 2020
- November: Verleihung des Nestroy-Theaterpreises 2020 / Nestroy-Theaterpreis
- Liste der Nummer-eins-Hits in Österreich (2020)

## Film

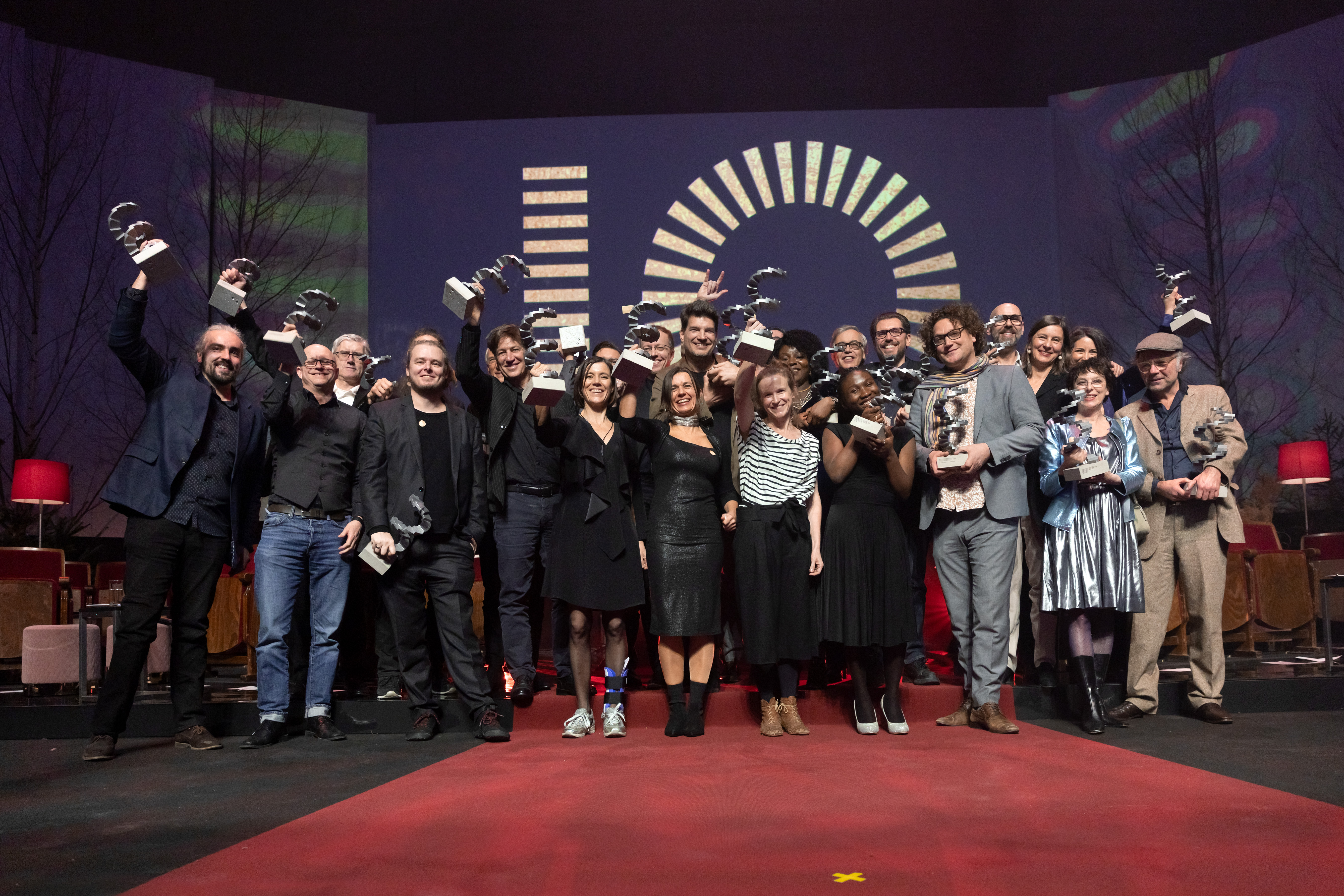
Preisträger des Österreichischen Filmpreises 2020

- 25. Jänner: Beim Filmfestival Max Ophüls Preis geht der Publikumspreis Spielfilm an Ein bisschen bleiben wir noch von Arash T. Riahi, der Preis des saarländischen Ministerpräsidenten an Waren einmal Revoluzzer von Johanna Moder, beste Nachwuchsdarstellerin wird Maresi Riegner.[23][24]
- 30. Jänner: Zehnte Verleihung des Österreichischen Filmpreises 2020 im Auditorium des Schlosses Grafenegg
- 11. bis 15. März: Tricky Women/Tricky Realities
- 23. Mai: Romyverleihung 2020[25]
- 11. bis 15. August: Alpinale[26]
- 24. bis 30. August: Filmfestival Kitzbühel
- 17. bis 27. September: Slash Filmfestival in Wien
- 22. Oktober bis 1. November: Viennale
- 3. bis 13. Dezember: This Human World Filmfestival (online)[27][28]

### Kinostarts österreichischer Produktionen
| Datum       | Filmtitel                                                                                   |
| ----------- | ------------------------------------------------------------------------------------------- |
| 9. Jänner   | Vier zauberhafte Schwestern                                                                 |
| 10. Jänner  | 7500                                                                                        |
| 23. Jänner  | Alles wird gut                                                                              |
| 21. Februar | Born in Evin                                                                                |
| 21. Februar | Brot                                                                                        |
| 13. März    | Narziss und Goldmund                                                                        |
| –           | aufgrund der COVID-19-Pandemie in Österreich waren die Kinos geschlossen                    |
| 27. August  | Lovecut                                                                                     |
| 28. August  | Waren einmal Revoluzzer                                                                     |
| 2. Oktober  | Ein bisschen bleiben wir noch                                                               |
| 30. Oktober | Das schaurige Haus                                                                          |
| –           | aufgrund der COVID-19-Pandemie in Österreich waren die Kinos ab dem 3. November geschlossen |

## Gedenktage
- 01. Jänner: Vor 100 Jahren wird der Computerpionier Heinz Zemanek geboren
- 07. Februar: Vor 150 Jahren wird der Psychologe und Nervenarzt Alfred Adler geboren
- 14. Februar: Vor 100 Jahren wird die Schauspielerin Judith Holzmeister geboren
- 06. März: Vor 150 Jahren wird der Operettenkomponist Oscar Straus geboren
- 11. April: Vor 100 Jahren wird die Schriftstellerin Marlen Haushofer geboren
- 30. April: Vor 150 Jahren wird der Komponist Franz Lehár geboren
- 16. Juli: Vor 100 Jahren tritt der Vertrag von Saint-Germain in Kraft
- 22. Juli: 150. Todestag des Komponisten Josef Strauss
- 01. Oktober: Vor 100 Jahren beschließt die Konstituierende Nationalversammlung das Bundes-Verfassungsgesetz, es tritt am 10. November in Kraft
- 10. Oktober: Bei der Volksabstimmung 1920 in Kärnten votiert Süd-Kärnten für Österreich
- 10. Oktober: Vor 100 Jahren annektiert Italien auf der Basis des Vertrages von Saint-Germain Südtirol.
- 17. Oktober: Mit der Nationalratswahl in Österreich 1920 findet die erste Nationalratswahl in der Geschichte Österreichs statt
- 19. Oktober: Vor 100 Jahren wird der Schauspieler Franz Muxeneder geboren
- 10. Dezember: Vor 150 Jahren wird der Architekt Adolf Loos geboren
- 14. Dezember: Vor 150 Jahren wird der später Bundeskanzler und Bundespräsident Karl Renner geboren
- 15. Dezember: Vor 150 Jahren wird der Architekt Josef Hoffmann geboren
- 16. Dezember: Vor 100 Jahren wird Österreich in den Völkerbund aufgenommen
- 31. Dezember: Vor 100 Jahren wird der Journalist Richard Nimmerrichter („Staberl“) geboren

## Auswahl bekannter Verstorbener

### Jänner
- 05. Jänner: Heli Dungler, Tierschützer
- 06. Jänner: Kurt Bracharz, Schriftsteller und Journalist
- 14. Jänner: Reinhard Haberfellner, Wirtschaftsingenieur und Hochschulrektor
- 17. Jänner: Oswald Oberhuber, Maler, Bildhauer und Grafiker
- 19. Jänner: Hubert Palfinger, Ingenieur
- 21. Jänner: Theodor Wagner, Fußballspieler
- 22. Jänner: Christian Hörl, Politiker
- 23. Jänner: Adolf Holl, Theologe und Kirchenkritiker
- 23. Jänner: Alfred Körner, Fußballspieler
- 30. Jänner: Oddo Bergmair, Benediktinerabt

### Februar
- 05. Februar: Rudolf Pietsch, Musiker und Musikwissenschaftler
- 12. Februar: Karl Mayr, Unternehmer
- 13. Februar: Wolfgang Klivana, Schauspieler
- 23. Februar: Otto Antonia Graf, Kunsthistoriker
- 25. Februar: Erico Spinadel, Ingenieur
- 29. Februar: Hans Eichhorn, Schriftsteller

### März
- 06. März: Manfred Scheich, Diplomat
- 09. März: Hans Georg Fuchs, Politiker
- 10. März: Arnold Auer, Politiker
- 17. März: Johann Hofbauer, Politiker
- 17. März: Ernst Dunshirn, Dirigent und Chorleiter
- 20. März: Sascha Oskar Weis, Schauspieler
- 28. März: Hertha Töpper, Opern- und Oratoriensängerin
- 28. März: Annemarie Brunner, Politikerin

### April
- 01. April: Kurt Heller, Jurist und Verfassungsrichter
- 03. April: Walter Galla, Musiker, Kabarettist und Autor
- 06. April: Gerhard Giebisch, Mediziner
- 10. April: Hannes Schopf, Journalist
- 12. April: Christian Kunz, Virologe
- 14. April: Friedrich Mayr-Melnhof, Politiker
- 15. April: Ernest Kulhavy, Universitätsprofessor
- 18. April: Friedrich Sauter, Chemiker
- 18. April: Richard Wadani, Wehrmachtsdeserteur und politischer Aktivist
- 19. April: Franz Hofer, Politiker
- 28. April: Günther Steinbach, Beamter und Autor

### Mai
- 05. Mai: Johanna Bassani, Nordische Kombiniererin
- 06. Mai: Norbert Balatsch, Chorsänger und Chorleiter
- 07. Mai: Dietmar Polaczek, Komponist, Schriftsteller und Journalist
- 13. Mai: Fritz Weber, Wirtschaftshistoriker und Kulturkritiker
- 14. Mai: Karl Novak, Bildhauer
- 14. Mai: Werner Vogt, Buchautor, Historiker und Heimatkundler
- 15. Mai: Dietmar Steiner, Architekturhistoriker, -kritiker und -publizist
- 19. Mai: Gerhard Leitner, Politiker
- 23. Mai: Johann Weber, Bischof
- 23. Mai: Gottfried Bachl, Theologe
- 25. Mai: Philipp Harnoncourt, Theologe
- 26. Mai: Oleh Hornykiewicz, Pharmakologe
- 26. Mai: Hiltraud Ast, Volkskundlerin und Heimatforscherin
- 28. Mai: Wolfram Paulus, Filmregisseur und Drehbuchautor
- 29. Mai: Alfred Kolleritsch, Schriftsteller

### Juni
- 12. Juni: Emmy Schörg, Schauspielerin
- 14. Juni: Gerhard Baader, Medizinhistoriker
- 14. Juni: Eva Petrus-Pekny, Schauspielerin und Autorin
- 21. Juni: Niki Wuchinger, Musiker
- 27. Juni: Othmar Hageneder, Historiker
- 27. Juni: Erich Tecka, Basketballspieler
- 29. Juni: Gideon Eckhaus, Zionist und Zeitzeuge
- 29. Juni: Ernst Skrička, Grafiker und Maler

### Juli
- 01. Juli: Veronica Moser, Pornodarstellerin
- 03. Juli: Lore Krainer, Kabarettistin und Chansonsängerin
- 04. Juli: Robert Mack, Eishockeyspieler
- 04. Juli: Norbert Hof, Fußballspieler
- 04. Juli: Florian Jakowitsch, Maler, Zeichner und Glaskünstler
- 04. Juli: Chrono Popp, Musiker
- 15. Juli: Jörg Wörther, Koch
- 15. Juli: Anna Demuth, Politikerin
- 29. Juli: Wolfgang Glüxam, Cembalist und Organist
- 30. Juli: Norbert Anton Stigler, Ordenspriester

### August
- 05. August: Sepp Trummer, Kabarettist und Schauspieler
- 09. August: Hans Paarhammer, Geistlicher und Kirchenrechtler
- 10. August: Kurt Azesberger, Opernsänger
- 20. August: Walter Gau, Politiker
- 23. August: Edith Raymond Locke, Modejournalistin
- 24. August: Frederick Baker, Filmemacher, Medienwissenschaftler und Archäologe
- 26. August: Walter Strutzenberger, Politiker
- 28. August: Walter Besler, Lehrer und Geologe

### September
- 03. September: Günther Bögl, Polizeibeamter
- 08. September: Guntram Lins, Politiker
- 08. September: Alfred Riedl, Fußballspieler und -trainer
- 10. September: Walter Bannert, Filmregisseur
- 12. September: Sepp Neumayr, Komponist
- 13. September: Hubert Schleichert, Philosoph
- 15. September: Peter F. Schmid, Theologe, Psychotherapeut und Autor
- 24. September: Hans Salomon, Jazzmusiker, Bandmanager und Komponist
- 25. September: Hans-Karl Uhl, Politiker
- 29. September: Walter Nettig, Unternehmer und Wirtschaftsfunktionär

### Oktober
- 01. Oktober: Josef Menardi, Architekt und Denkmalpfleger
- 02. Oktober: Gerhard Pongracz, Politiker
- 02. Oktober: Johann Wimmer, Politiker
- 06. Oktober: Ruth Klüger, Literaturwissenschafterin, Schriftstellerin und Holocaustüberlebende
- 07. Oktober: Lida Winiewicz, Schriftstellerin und Übersetzerin
- 11. Oktober: Elfriede Mejchar, Fotografin
- 11. Oktober: Othmar Raus, Politiker
- 13. Oktober: Karl Schütz, Musikpädagoge und Orgelforscher
- 17. Oktober: Walter Pieringer, Psychiater
- 21. Oktober: Manfred Steiner, Fußballspieler
- 28. Oktober: Fridolin Dallinger, Komponist und Musikpädagoge
- 29. Oktober: Angelika Amon, Molekularbiologin
- 29. Oktober: Gert Muhr, Chirurg und Hochschullehrer

### November
- 01. November: Alois Wolf, Germanist und Mediävist
- 10. November: Günther Pfaff, Kanute
- 13. November: Ferdinand Grandits, Politiker
- 14. November: Helga Pollak-Kinsky, Holocaustüberlebende
- 14. November: Friedrich Gottas, Historiker
- 14. November: Friedrich Magerl, Chirurg
- 17. November: Hildegard Wondratsch, Politikerin
- 17. November: Peter Fuchs: Ethnologe und Afrikanist
- 23. November: Robert Hammerstiel, Maler, Grafiker und Holzschneider
- 23. November: Peter Lichtner-Hoyer, Vielseitigkeitssportler
- 26. November: Friedrich Cejka: Fußballspieler
- 29. November: Gerhard Böhm, Politiker

### Dezember
- 02. Dezember: Leopold Spitzer, Gesangspädagoge
- 03. Dezember: Hanno Schlögl, Architekt
- 06. Dezember: Klaus Ofczarek, Schauspieler und Opernsänger
- 06. Dezember: Senta Wengraf, Schauspielerin
- 08. Dezember: Walter Lechner senior, Automobilrennfahrer
- 10. Dezember: Günther Bauer, Schauspieler und Universitätsprofessor
- 10. Dezember: Roland Kaltenbrunner, Gewerkschaftsfunktionär und Politiker
- 11. Dezember: Adi Peichl, Schauspieler und Regisseur
- 11. Dezember: Franz Viehböck, Physiker
- 14. Dezember: Hans Muzik, Politiker
- 16. Dezember: Lotte Brainin, Widerstandskämpferin und Holocaust-Überlebende
- 21. Dezember: Hermann Ennemoser, Politiker
- 22. Dezember: Ernst Schütz, Opern-, Operettensänger und Schauspieler
- 23. Dezember: Peter Buchleitner, Politiker
- 24. Dezember: Margaretha Obenaus, Politikerin

### Galerie der Verstorbenen

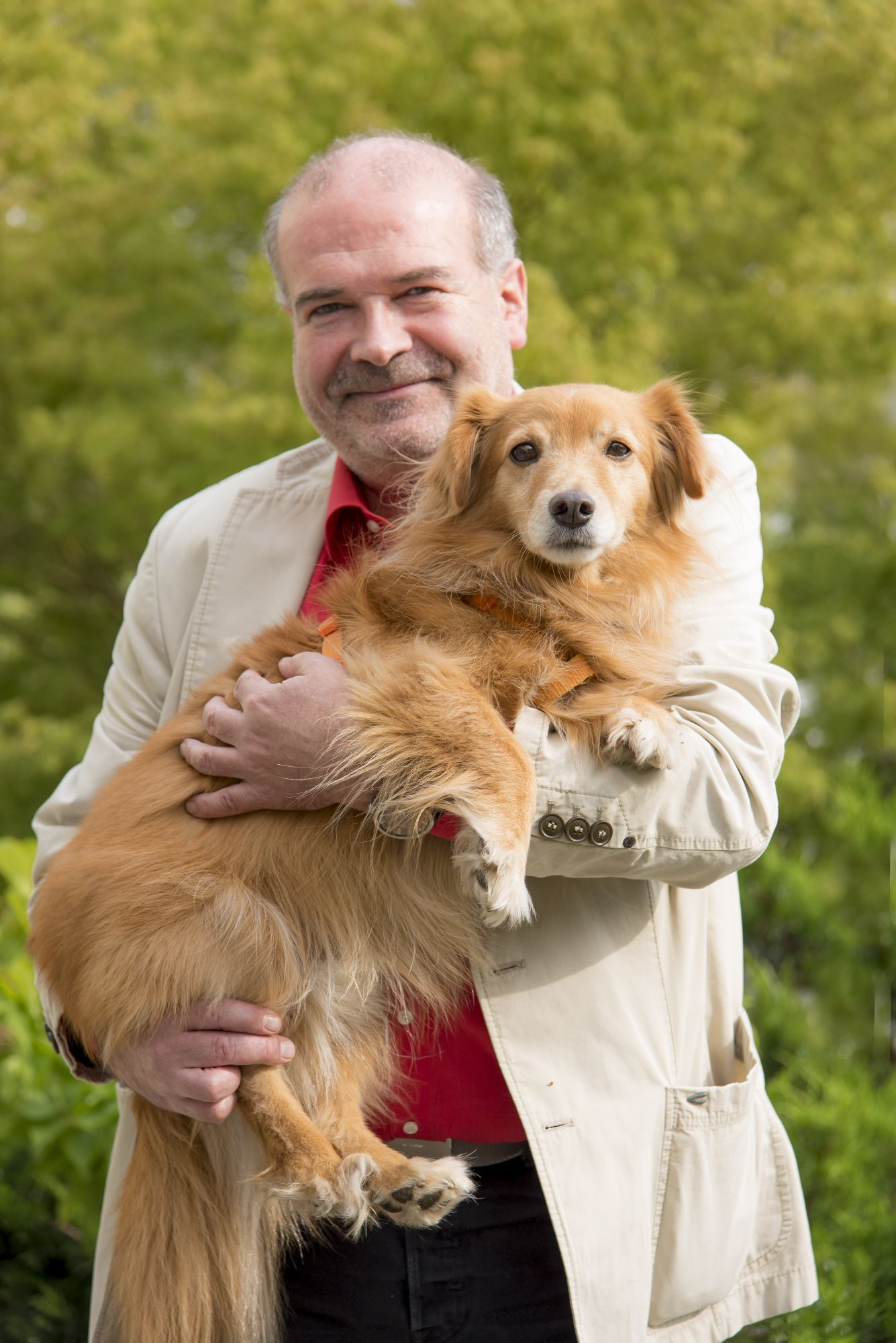
5. Jänner: Heli Dungler
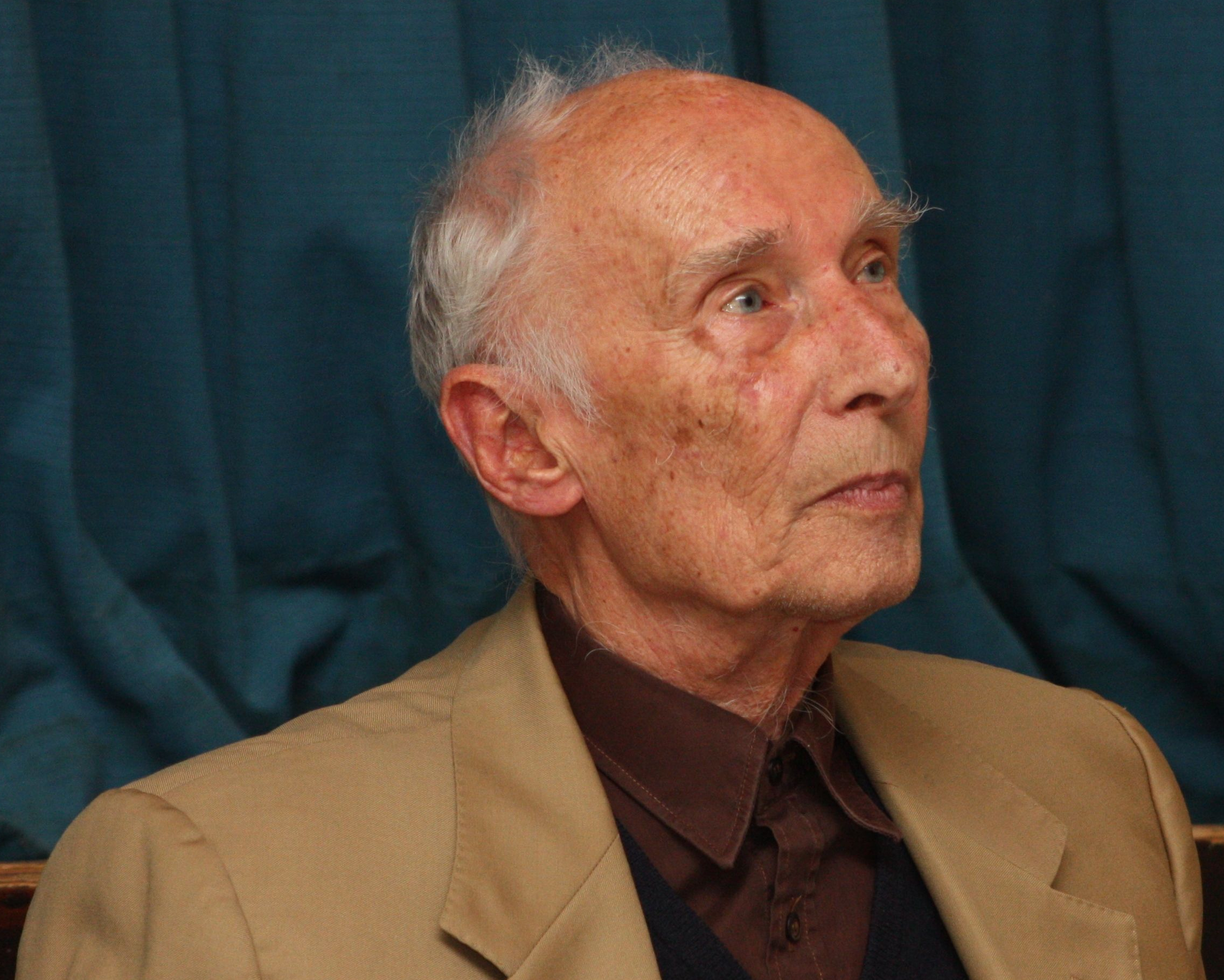
23. Jänner: Adolf Holl
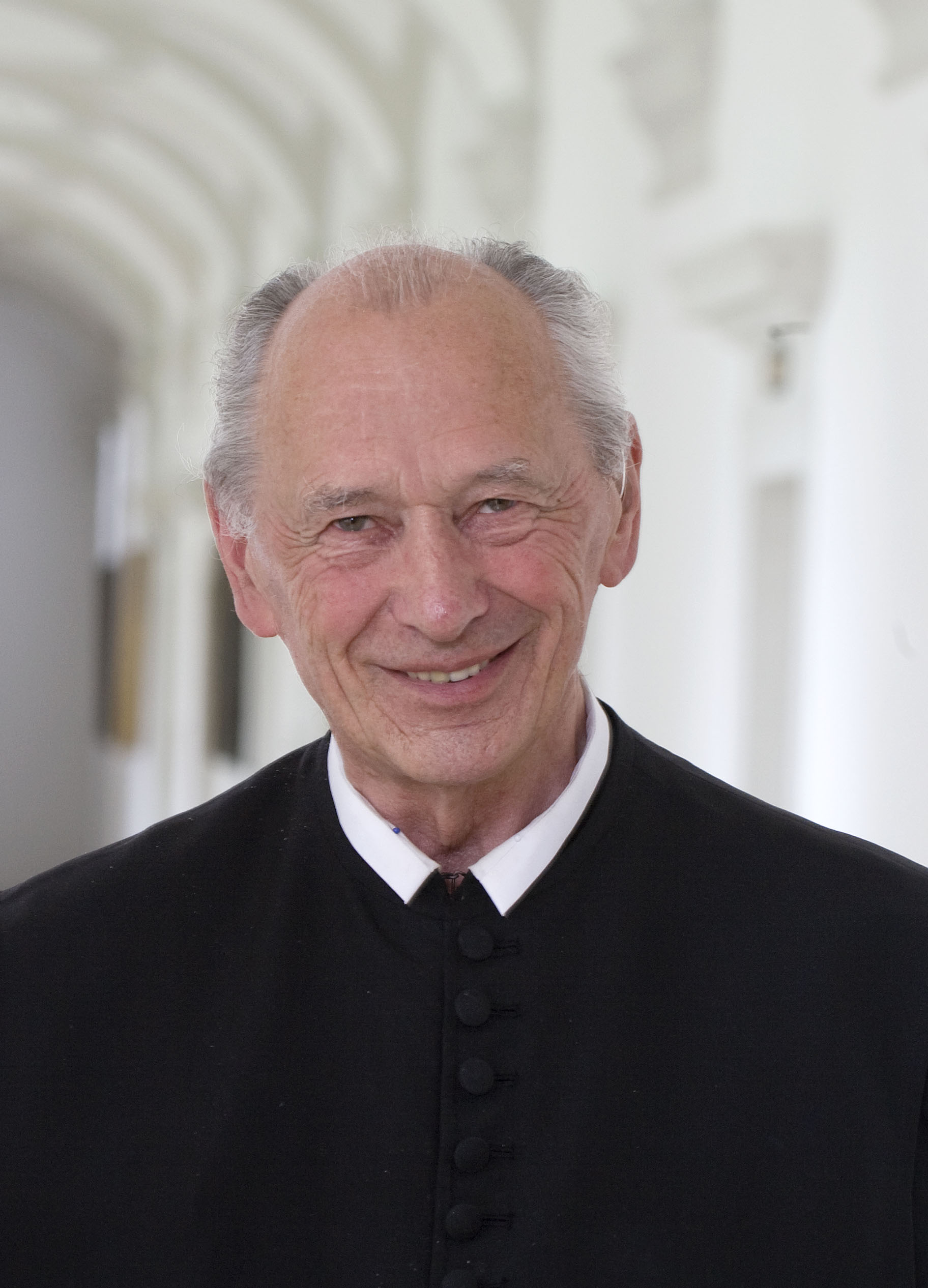
30. Jänner: Oddo Bergmair
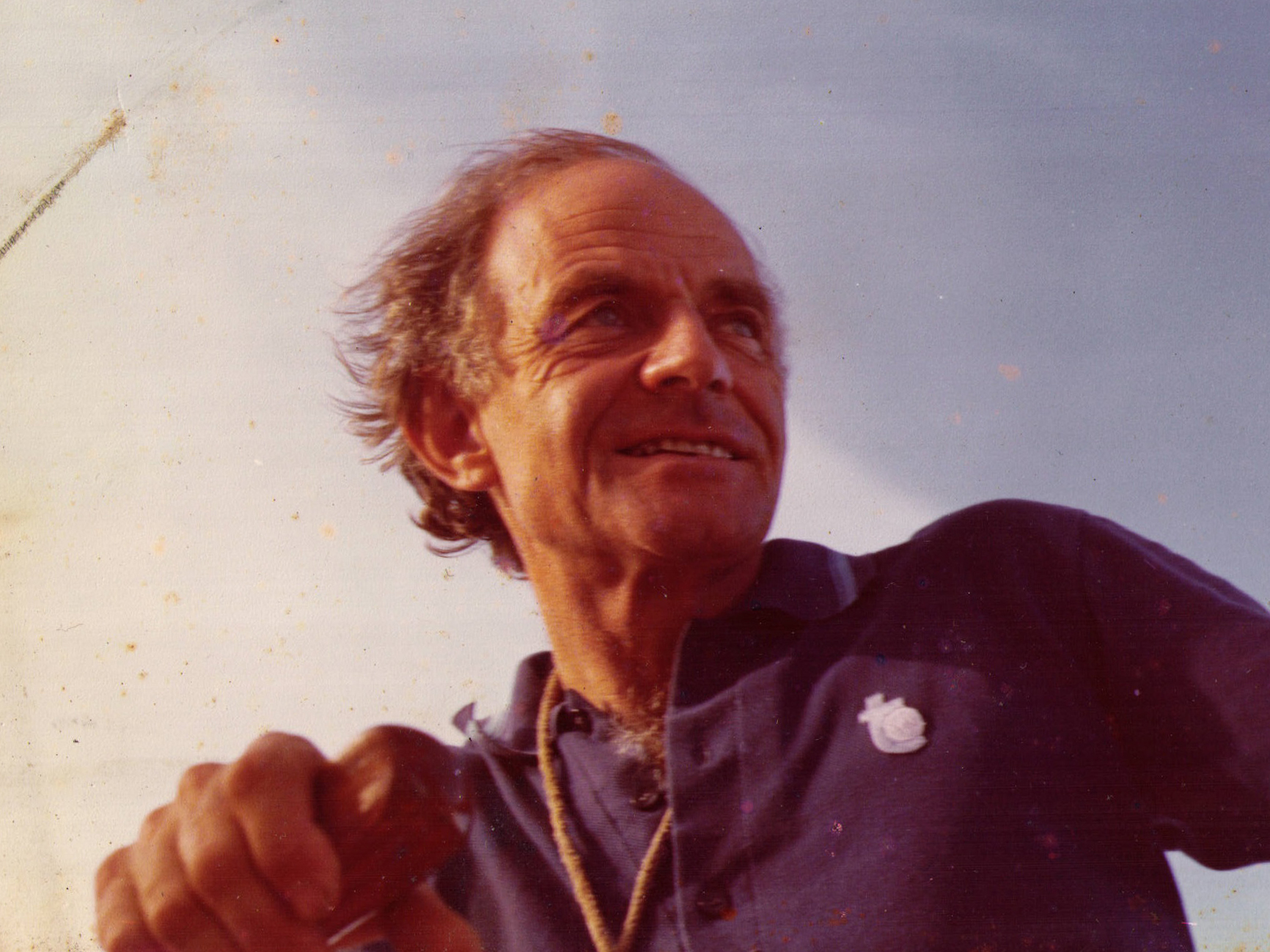
25. Februar: Erico Spinadel
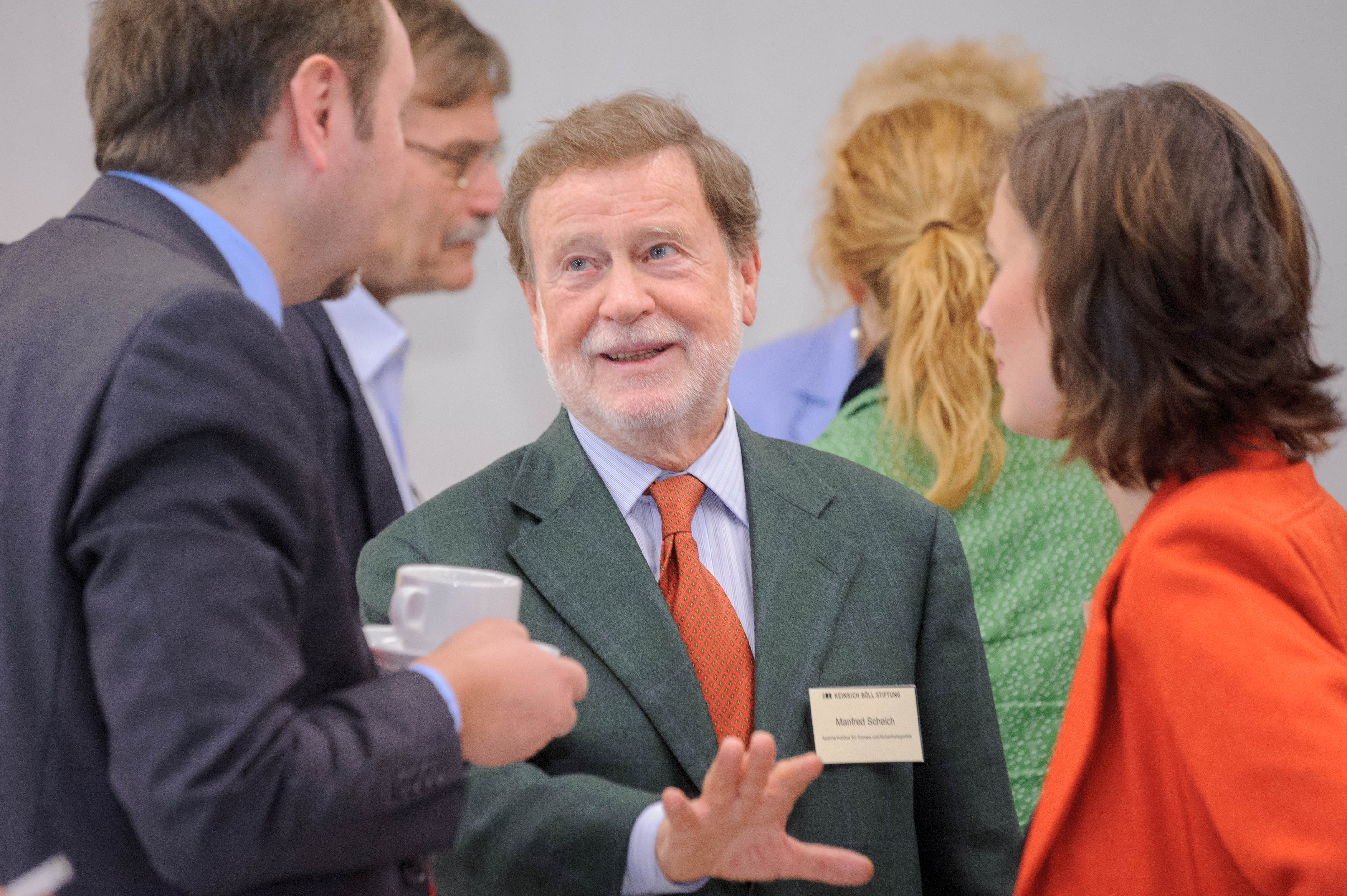
6. März: Manfred Scheich
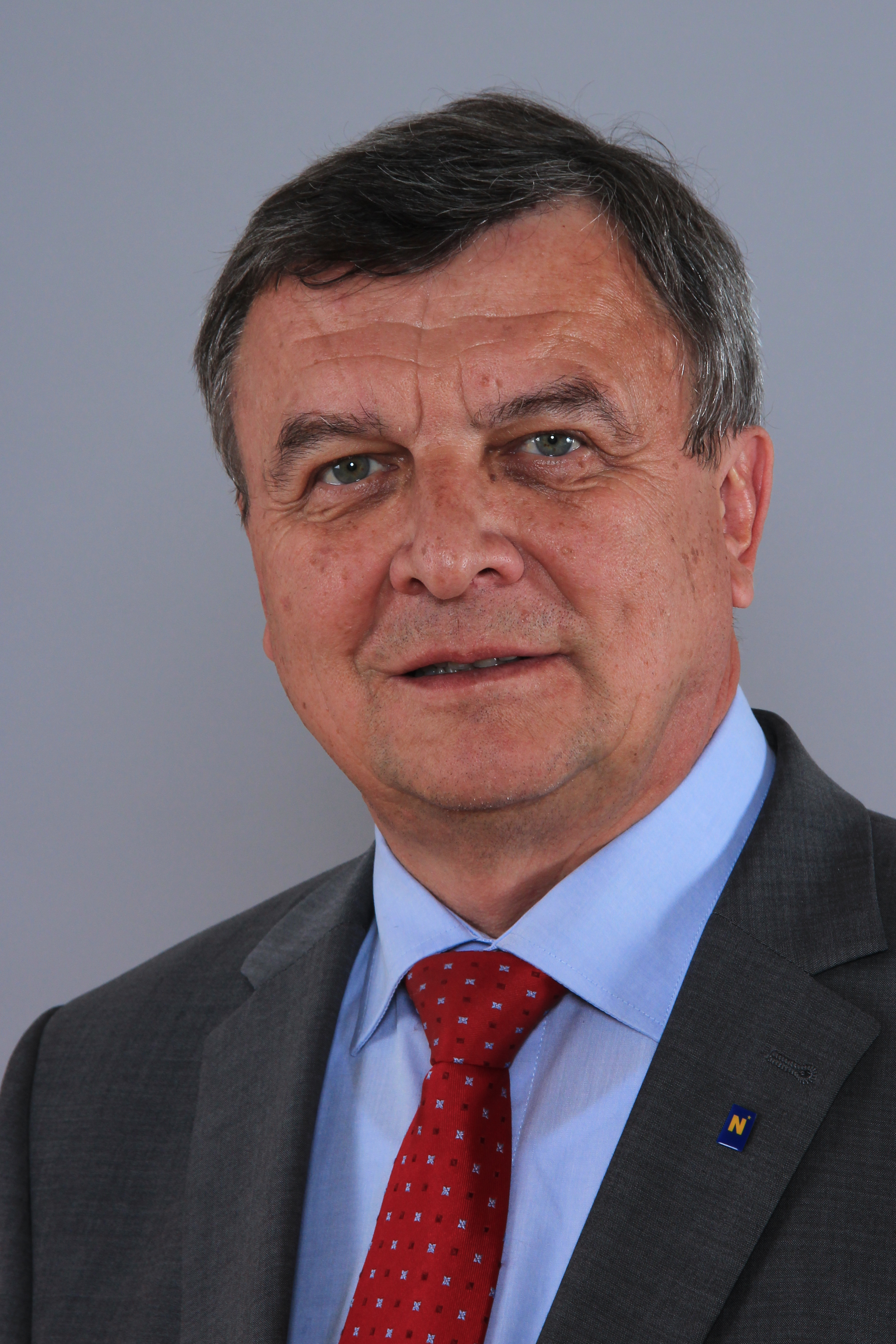
17. März: Johann Hofbauer
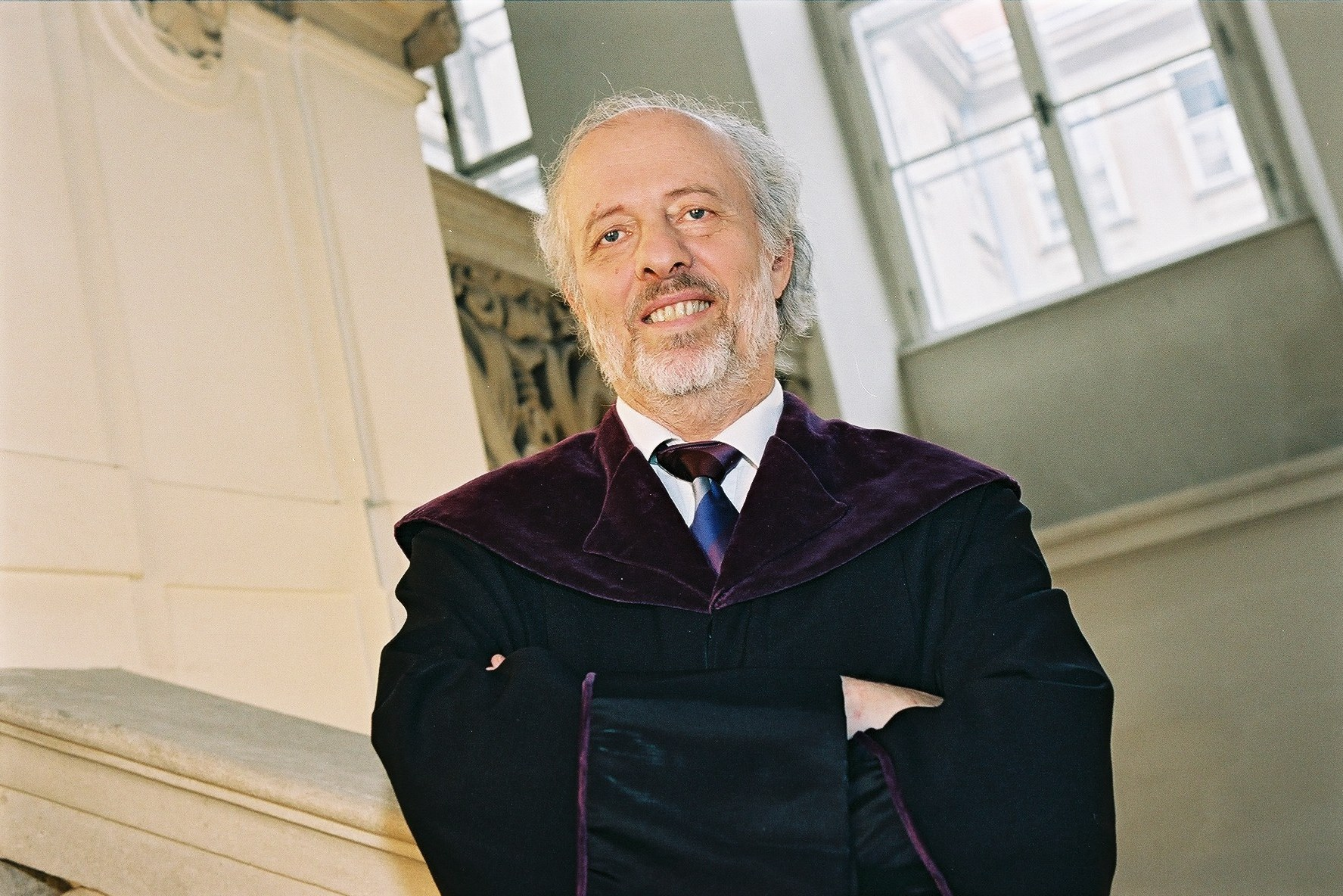
1. April: Kurt Heller
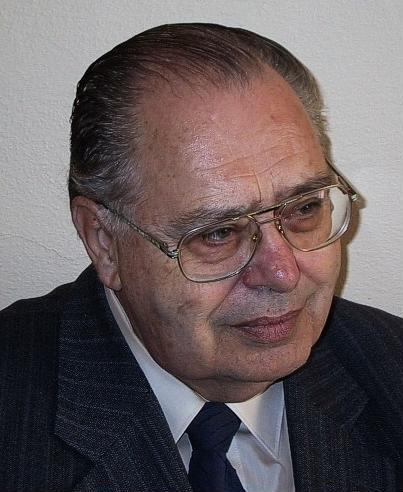
18. April: Friedrich Sauter
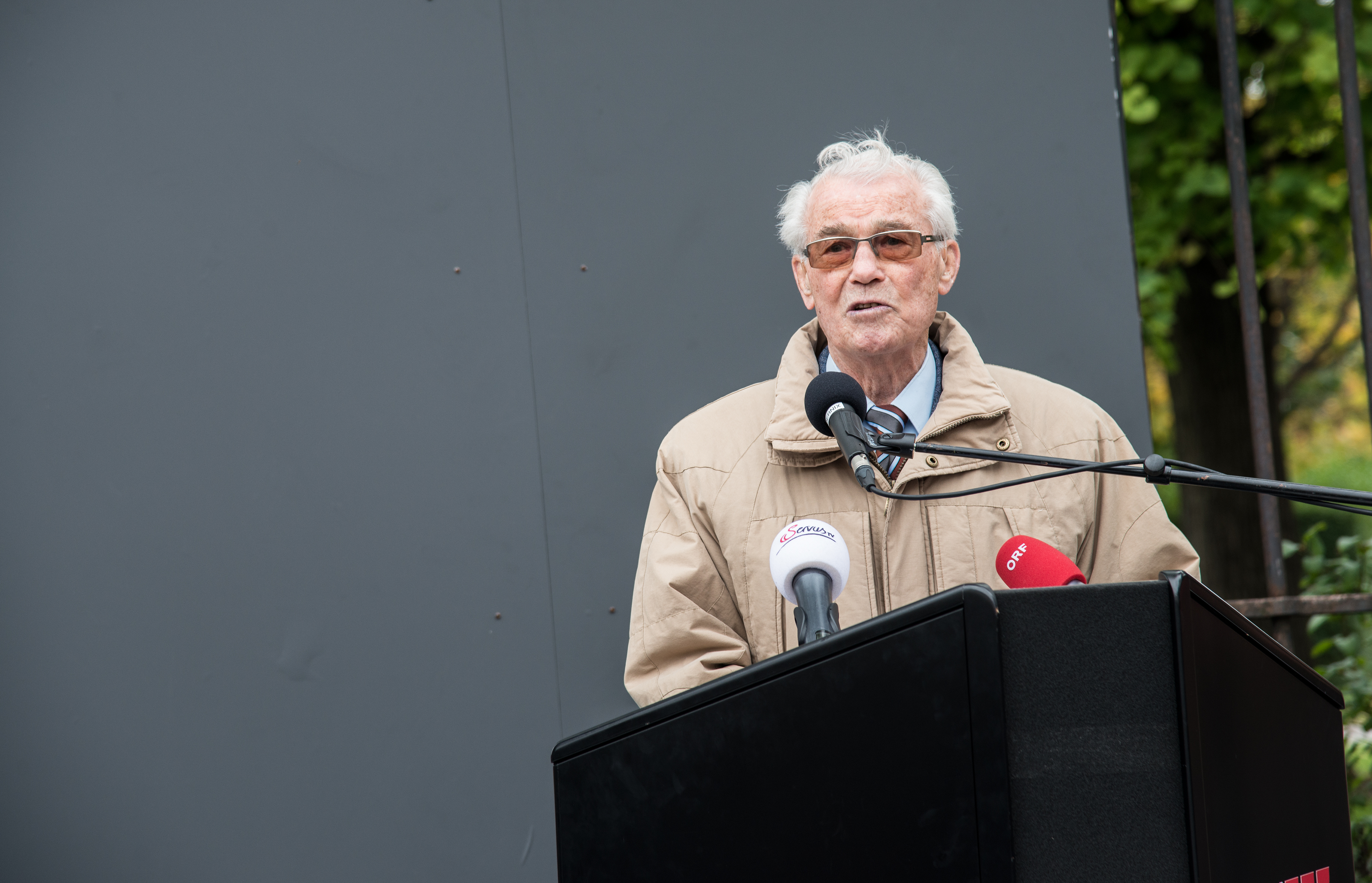
19. April: Richard Wadani
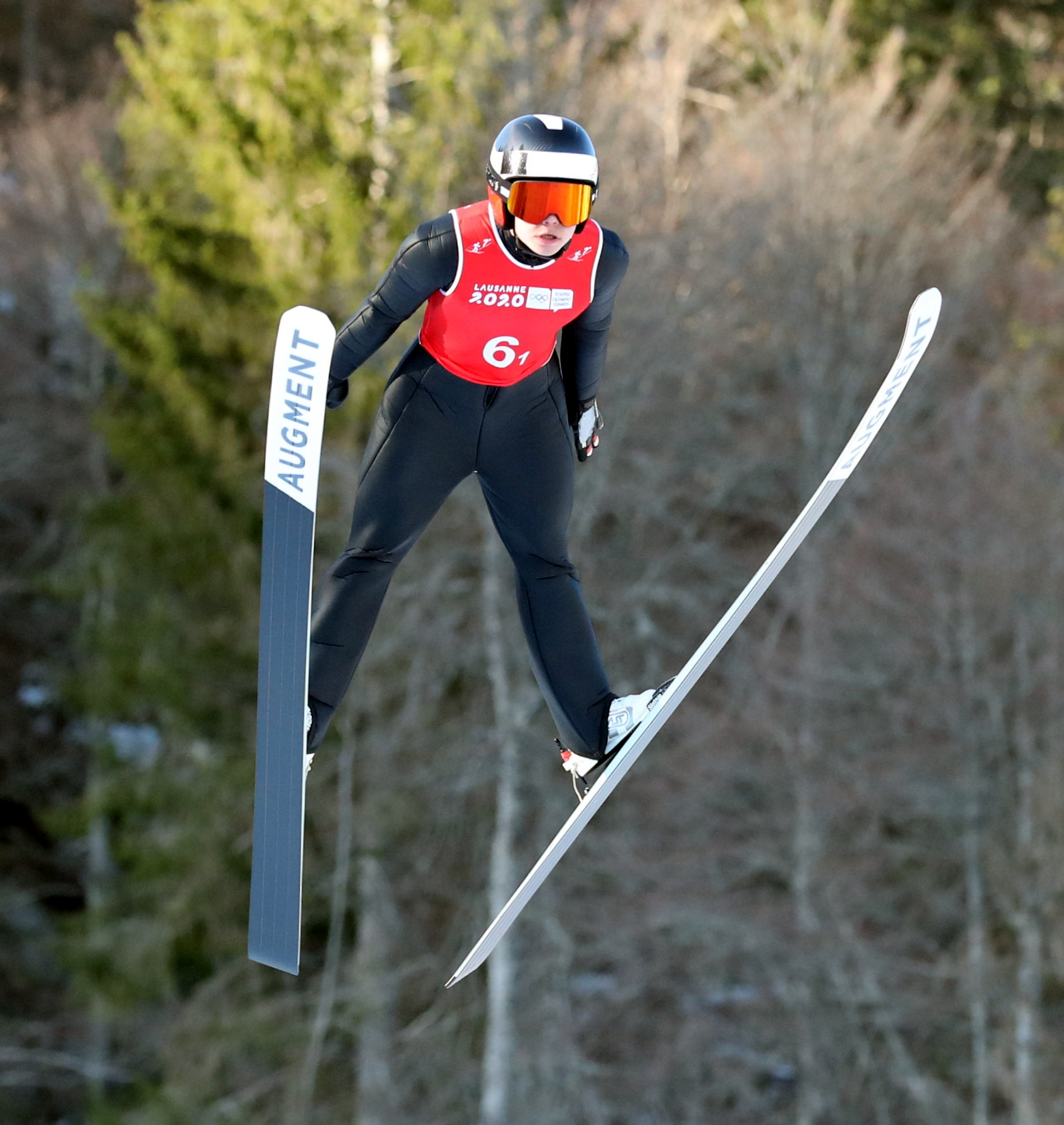
5. Mai: Johanna Bassani
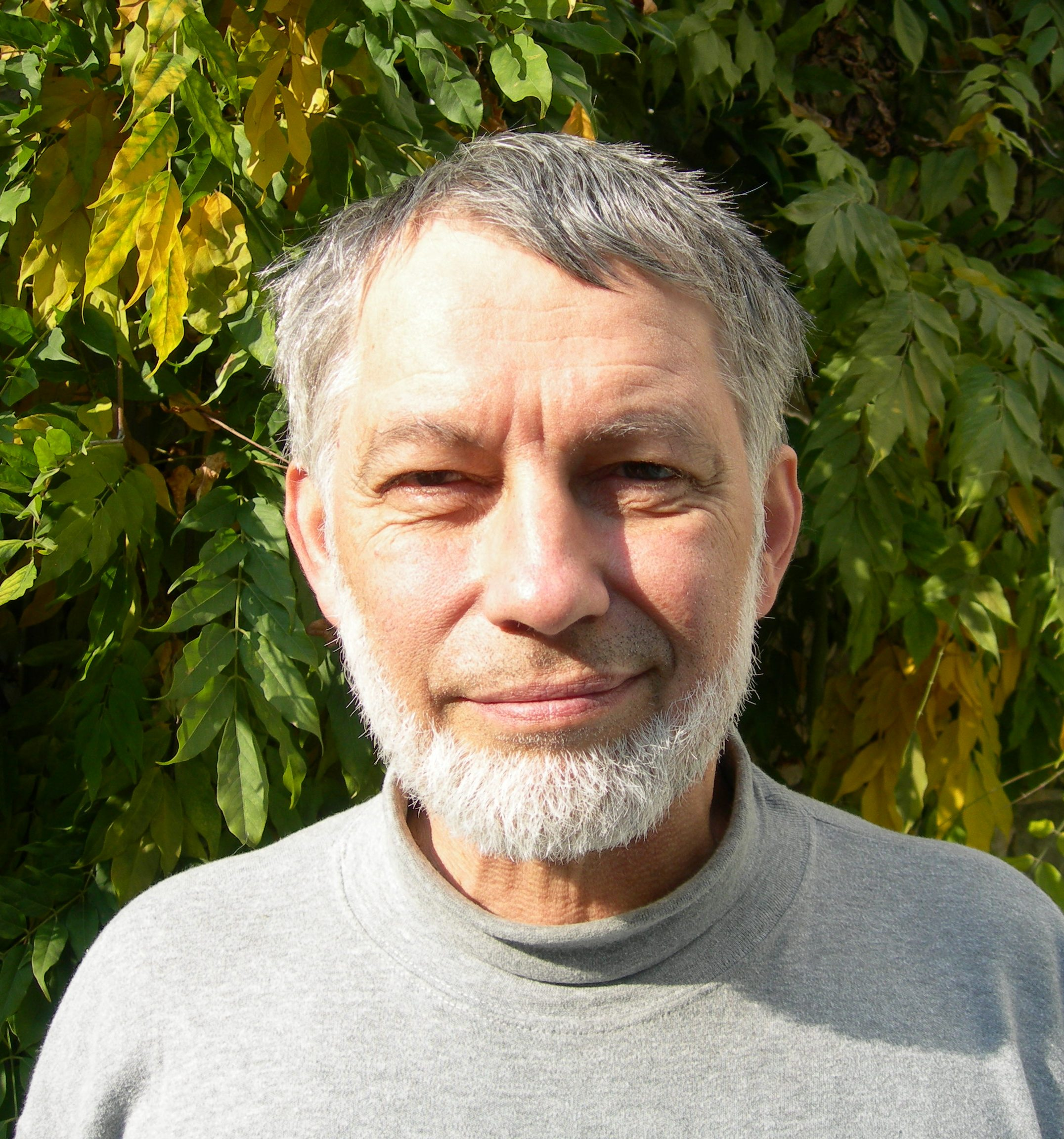
7. Mai: Dietmar Polaczek
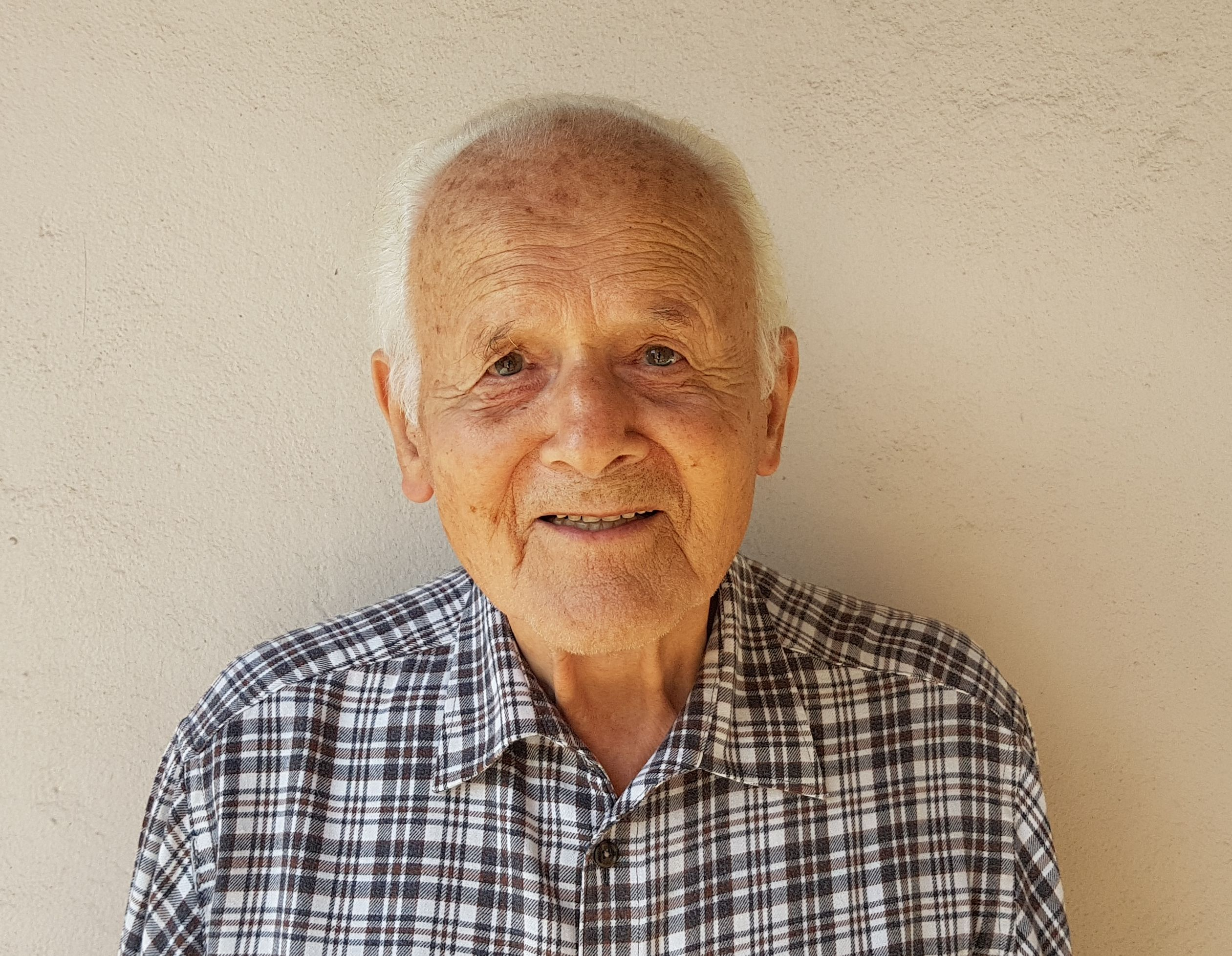
14. Mai: Werner Vogt
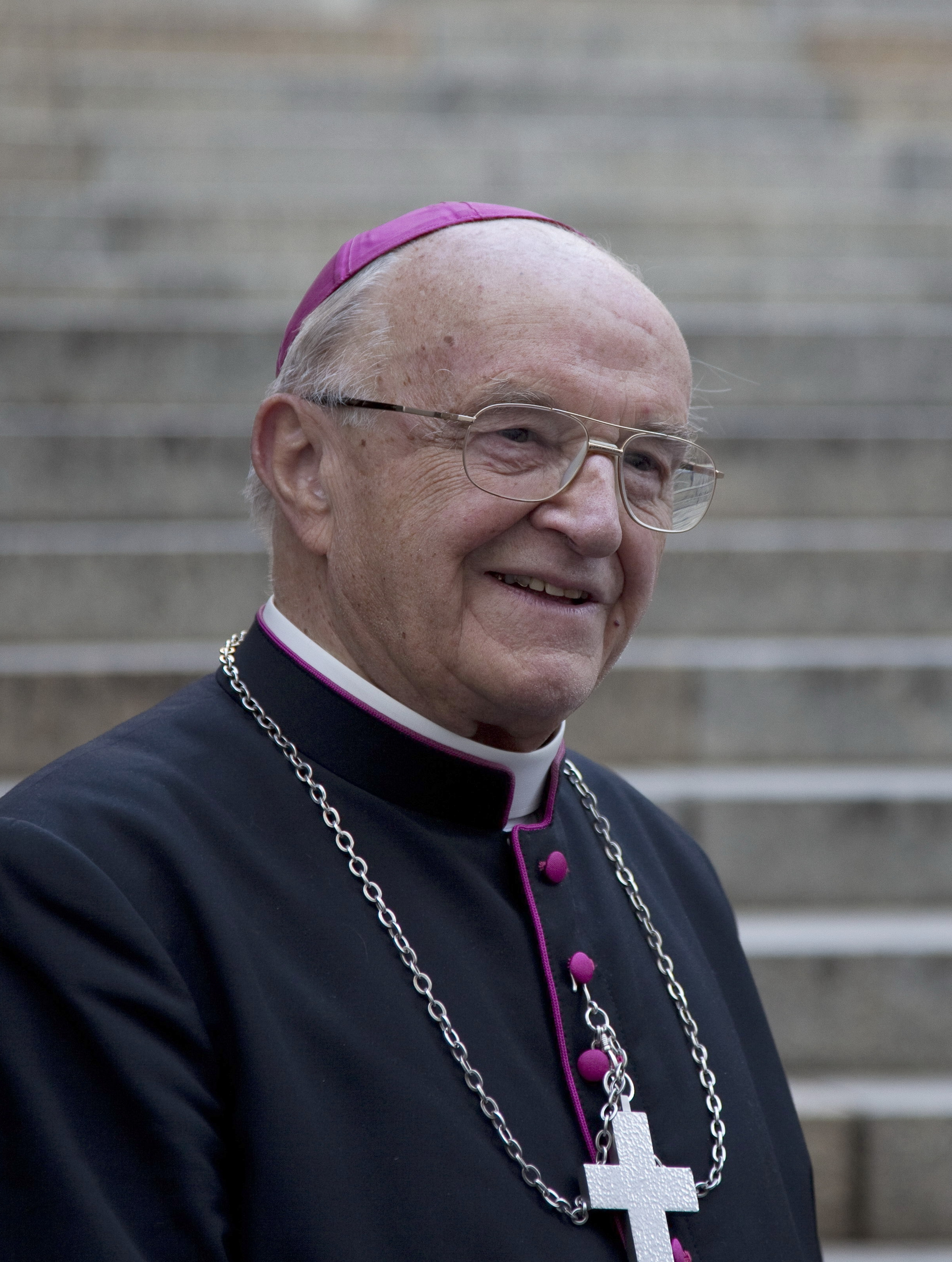
23. Mai: Johann Weber
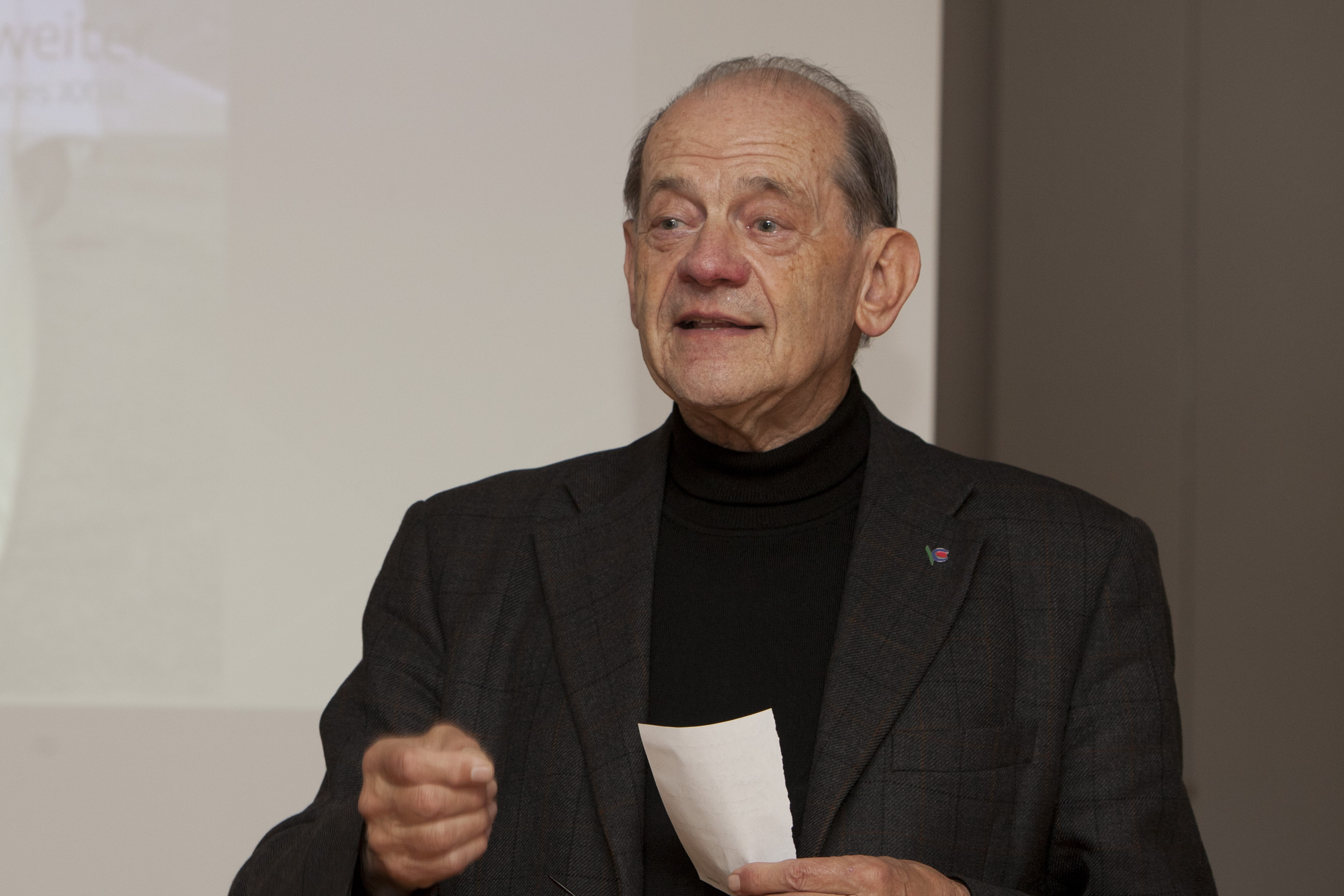
25. Mai: Philipp Harnoncourt
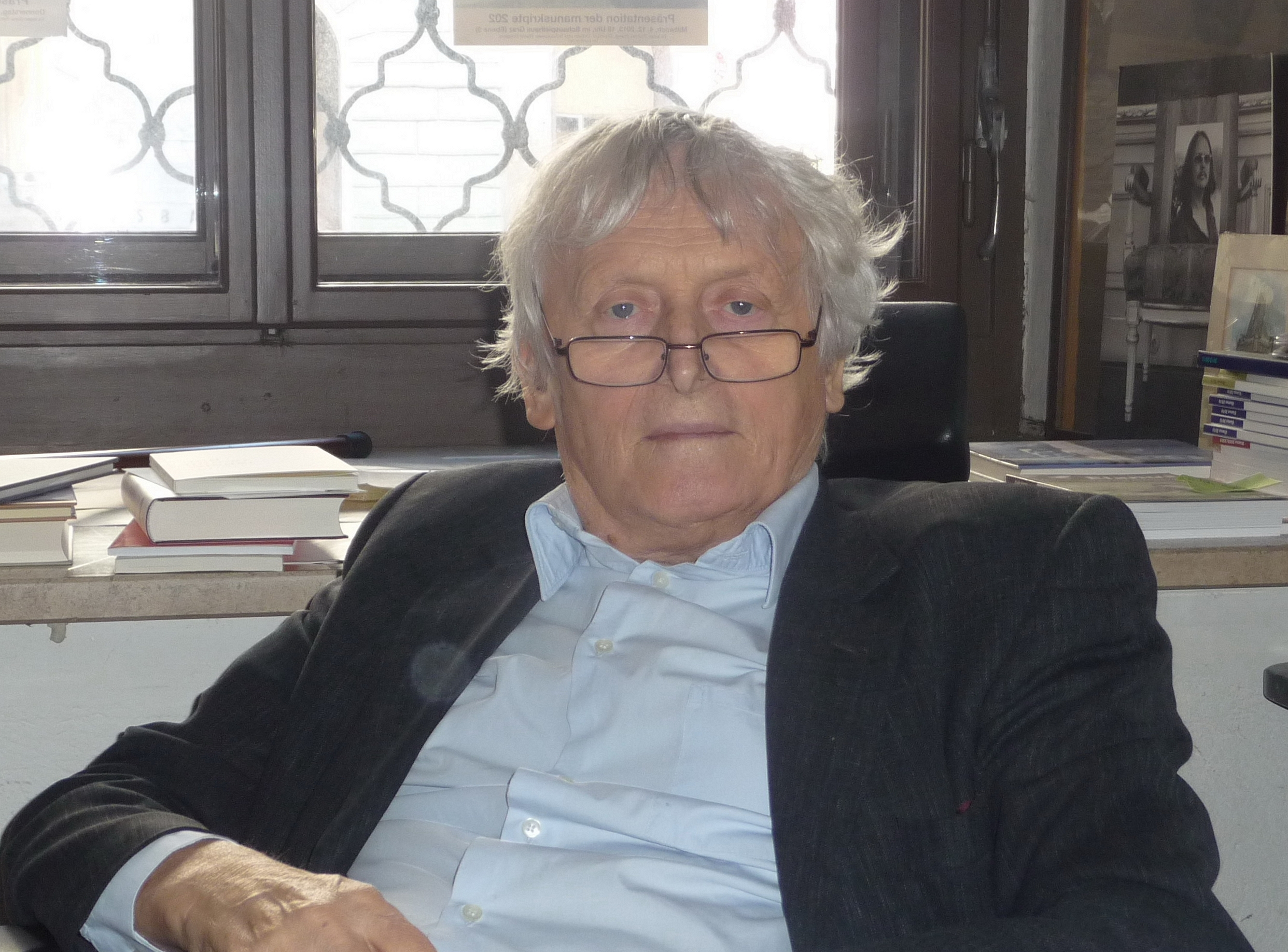
29. Mai: Alfred Kolleritsch
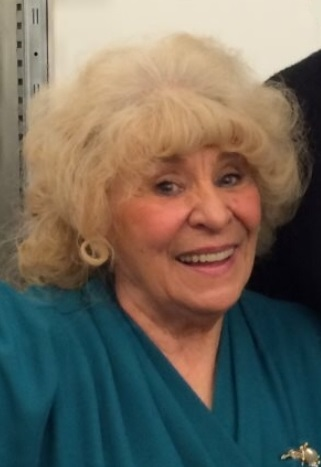
12. Juni: Emmy Schörg
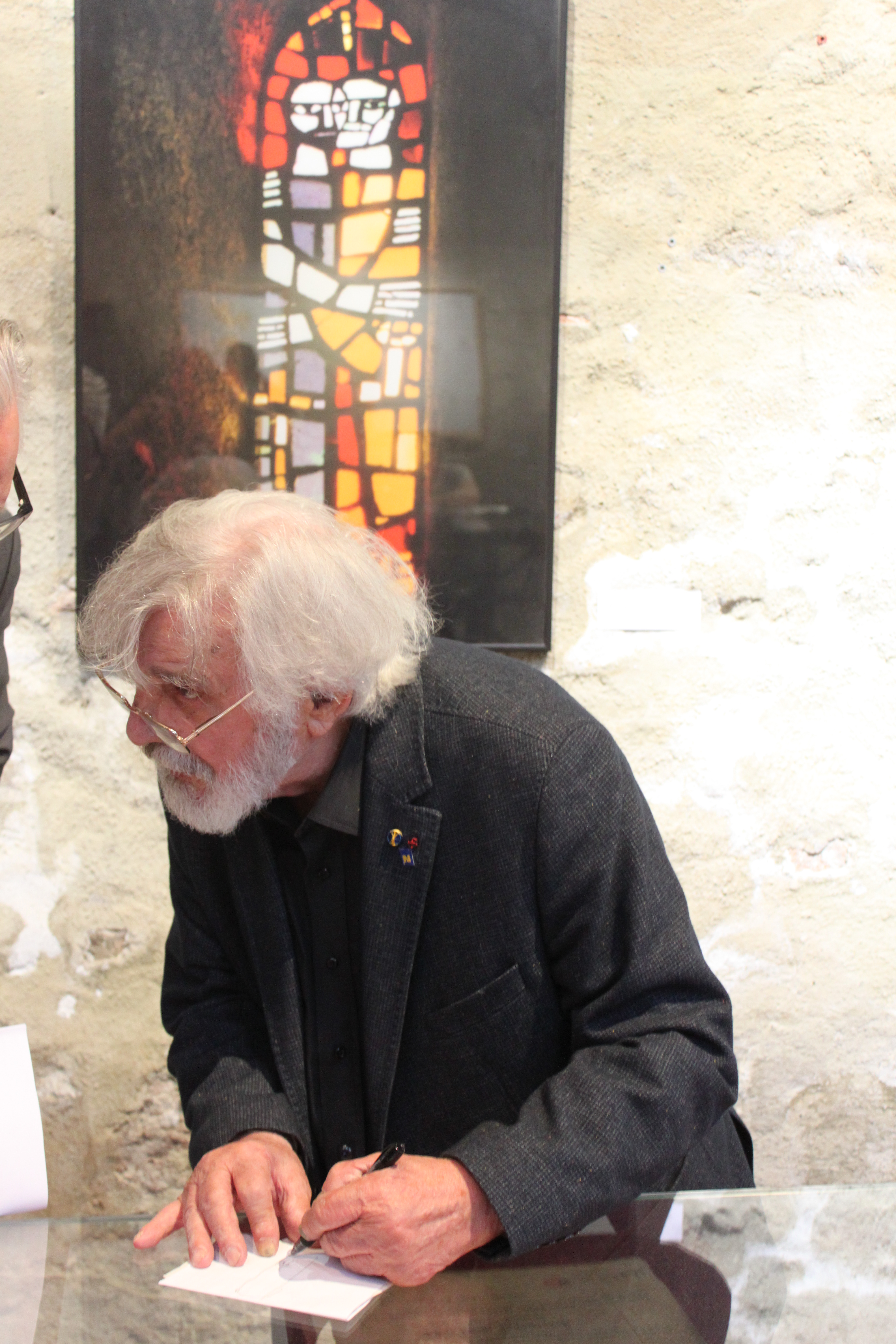
4. Juli: Florian Jakowitsch
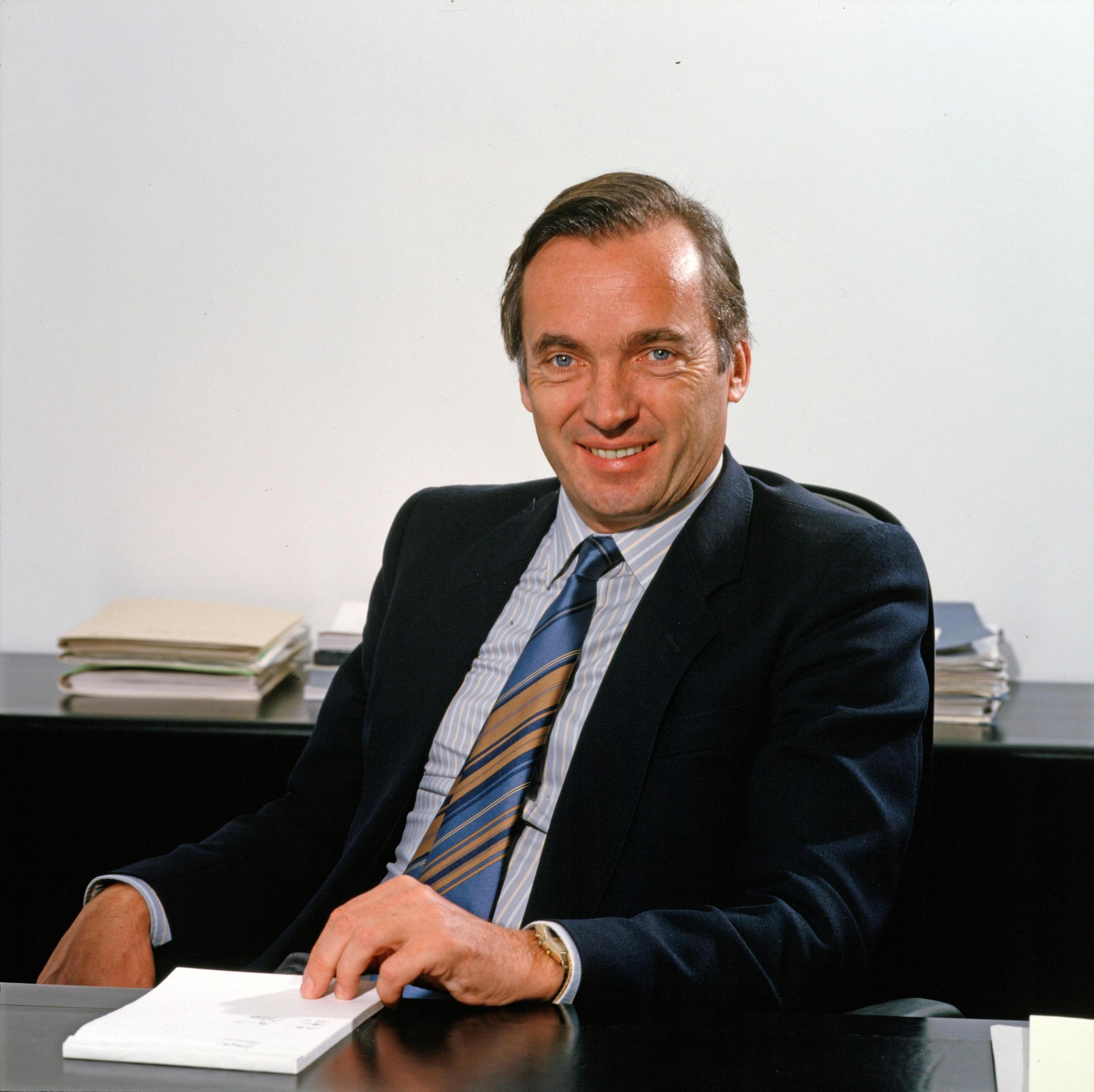
8. September: Guntram Lins
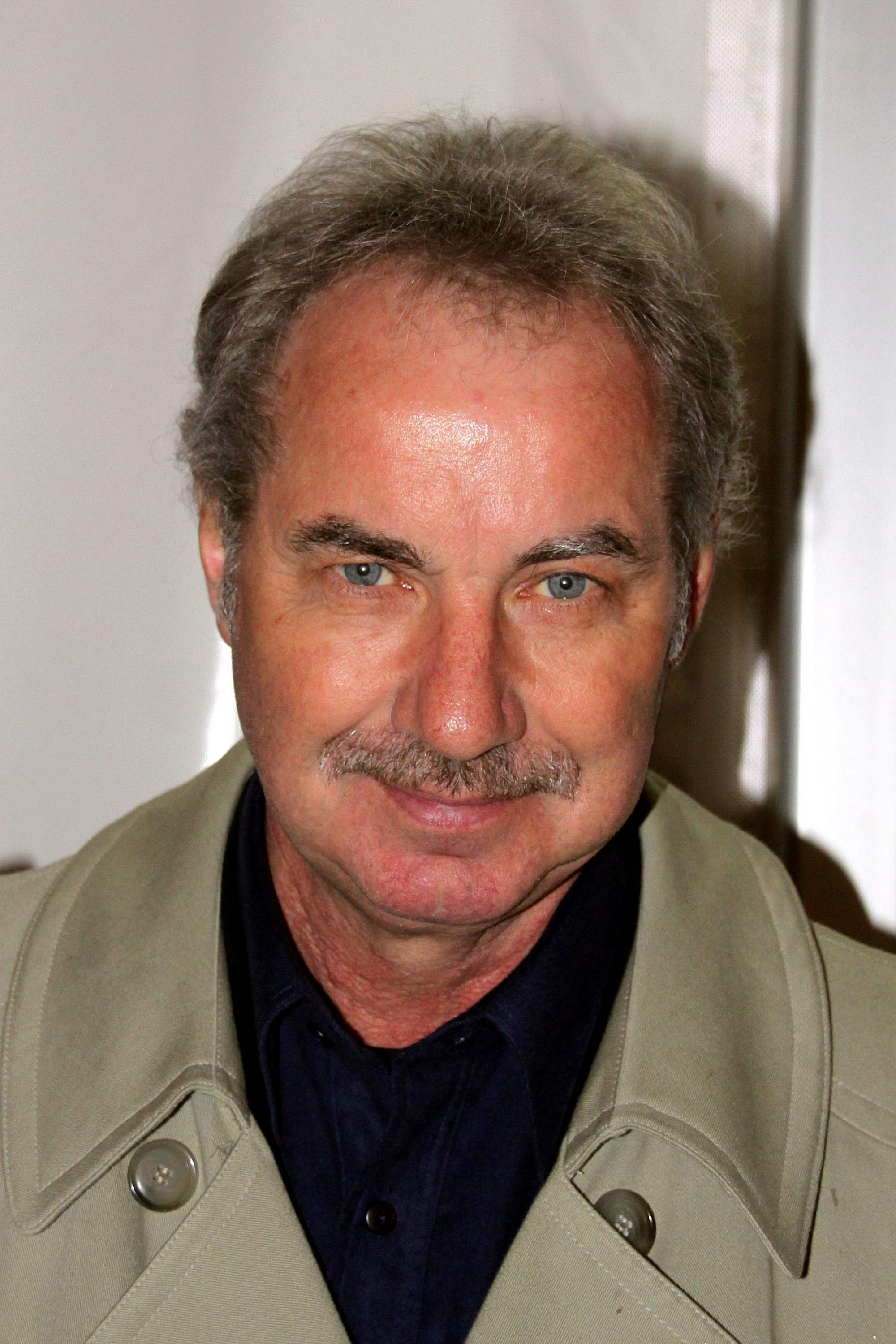
8. September: Alfred Riedl
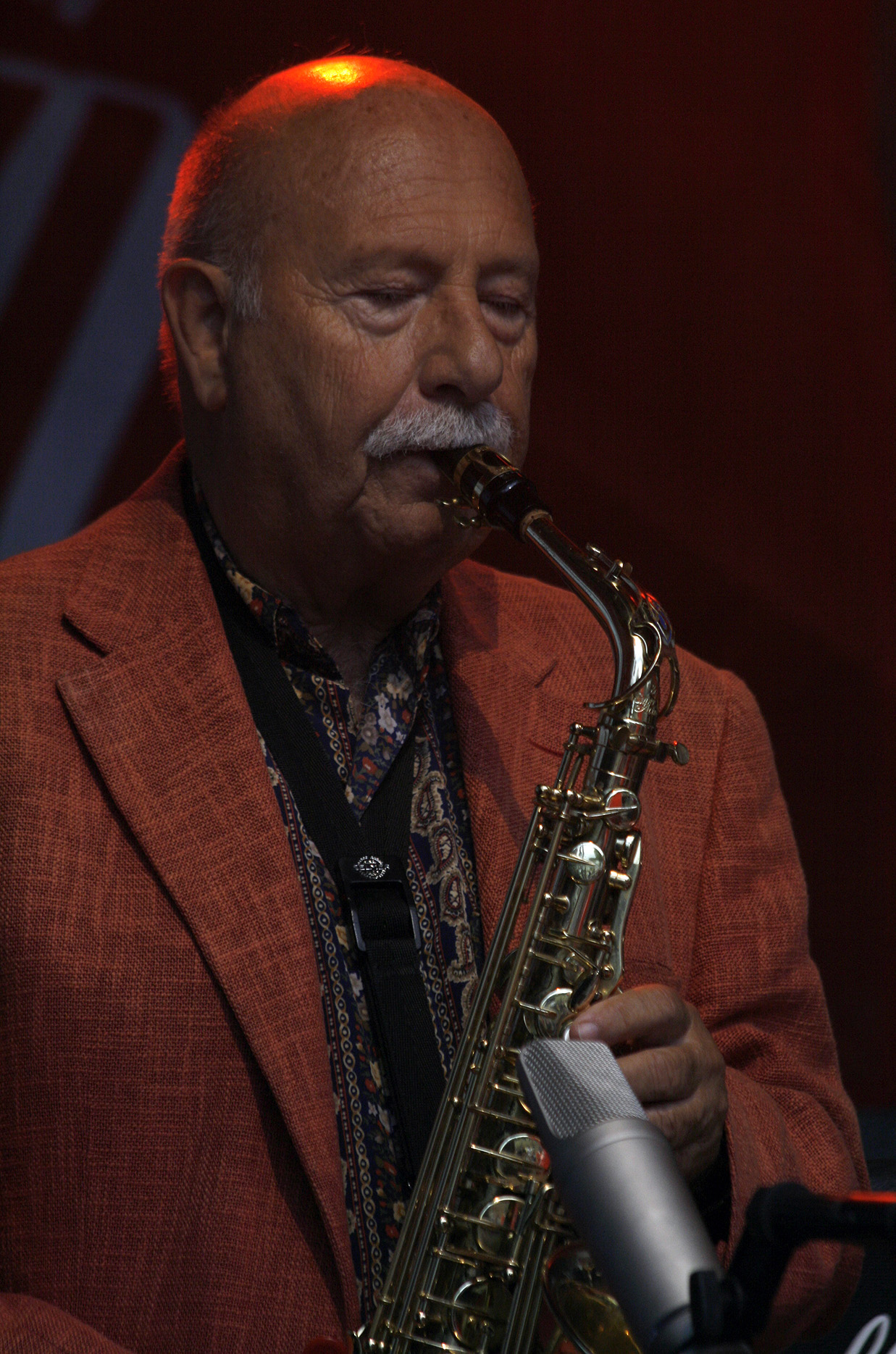
24. September: Hans Salomon
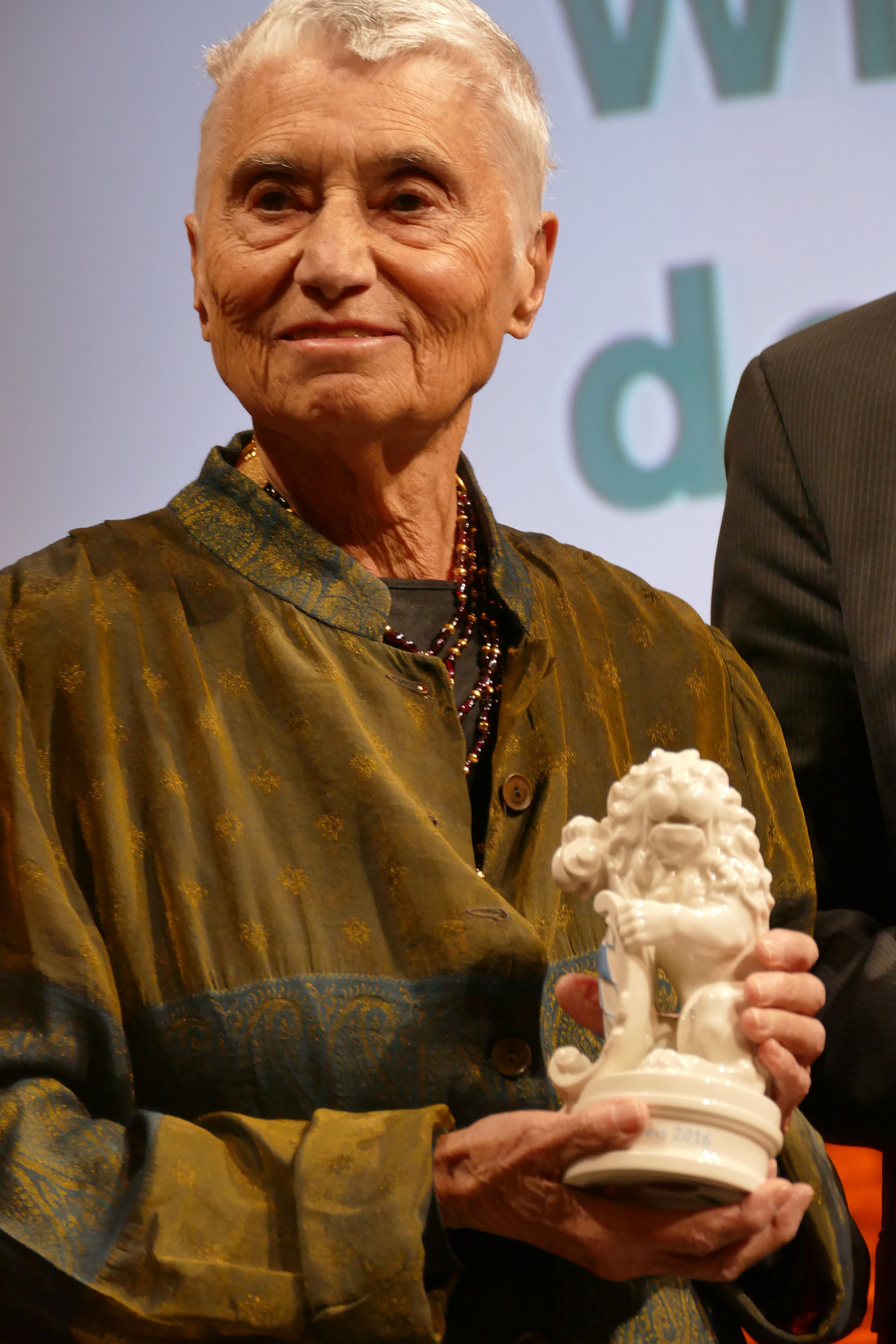
6. Oktober: Ruth Klüger
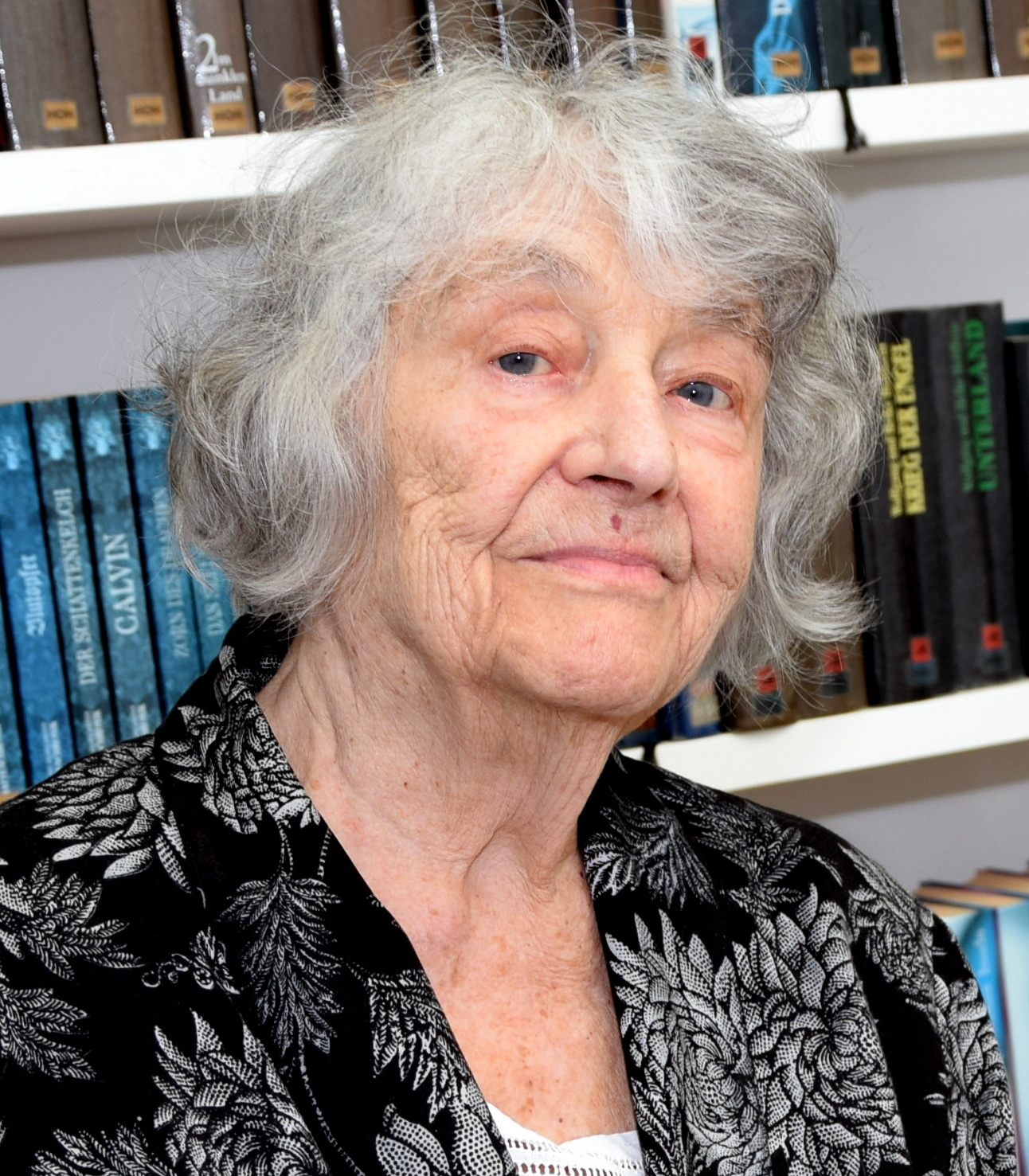
7. Oktober: Lida Winiewicz
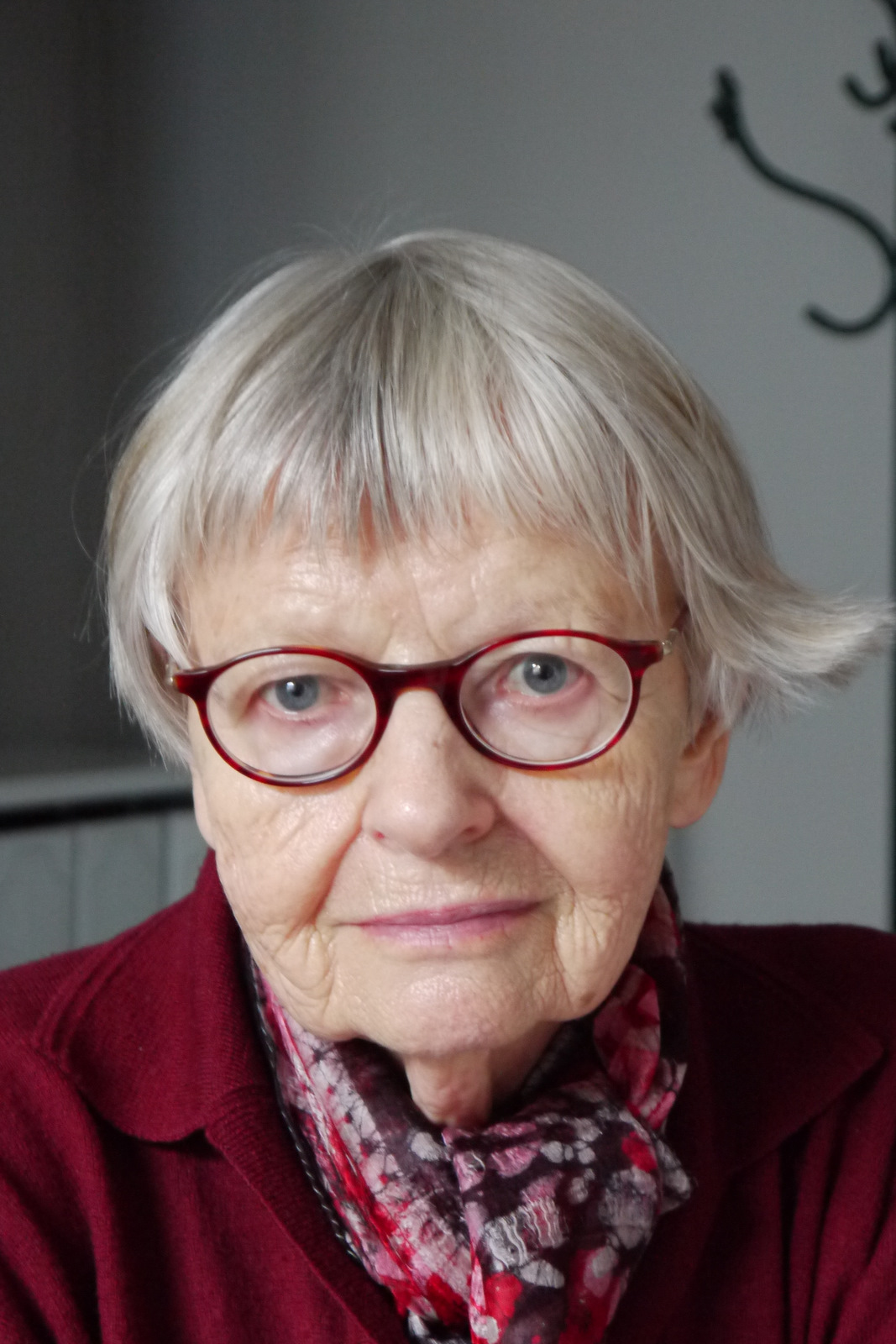
11. Oktober: Elfriede Mejchar
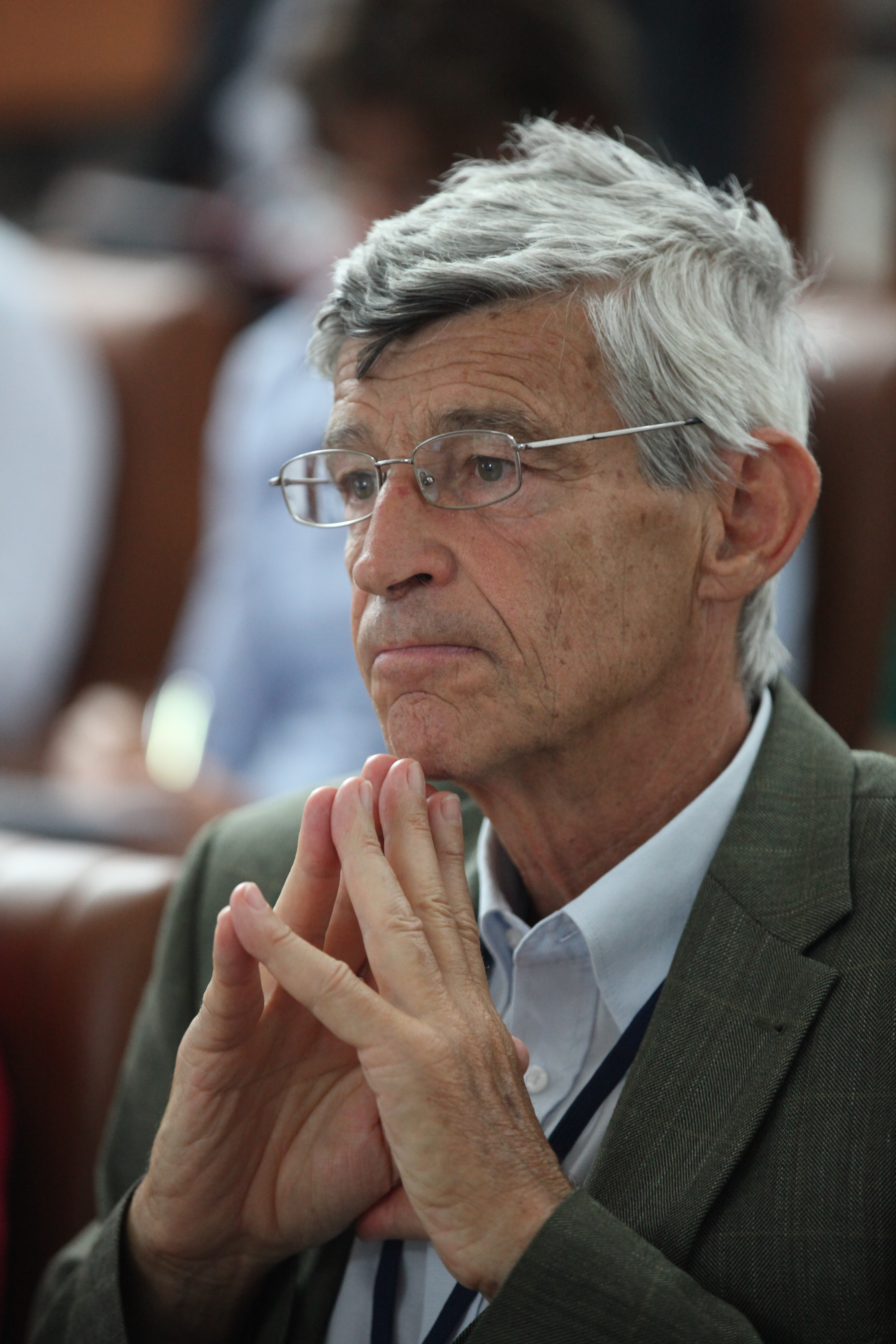
17. Oktober: Walter Pieringer
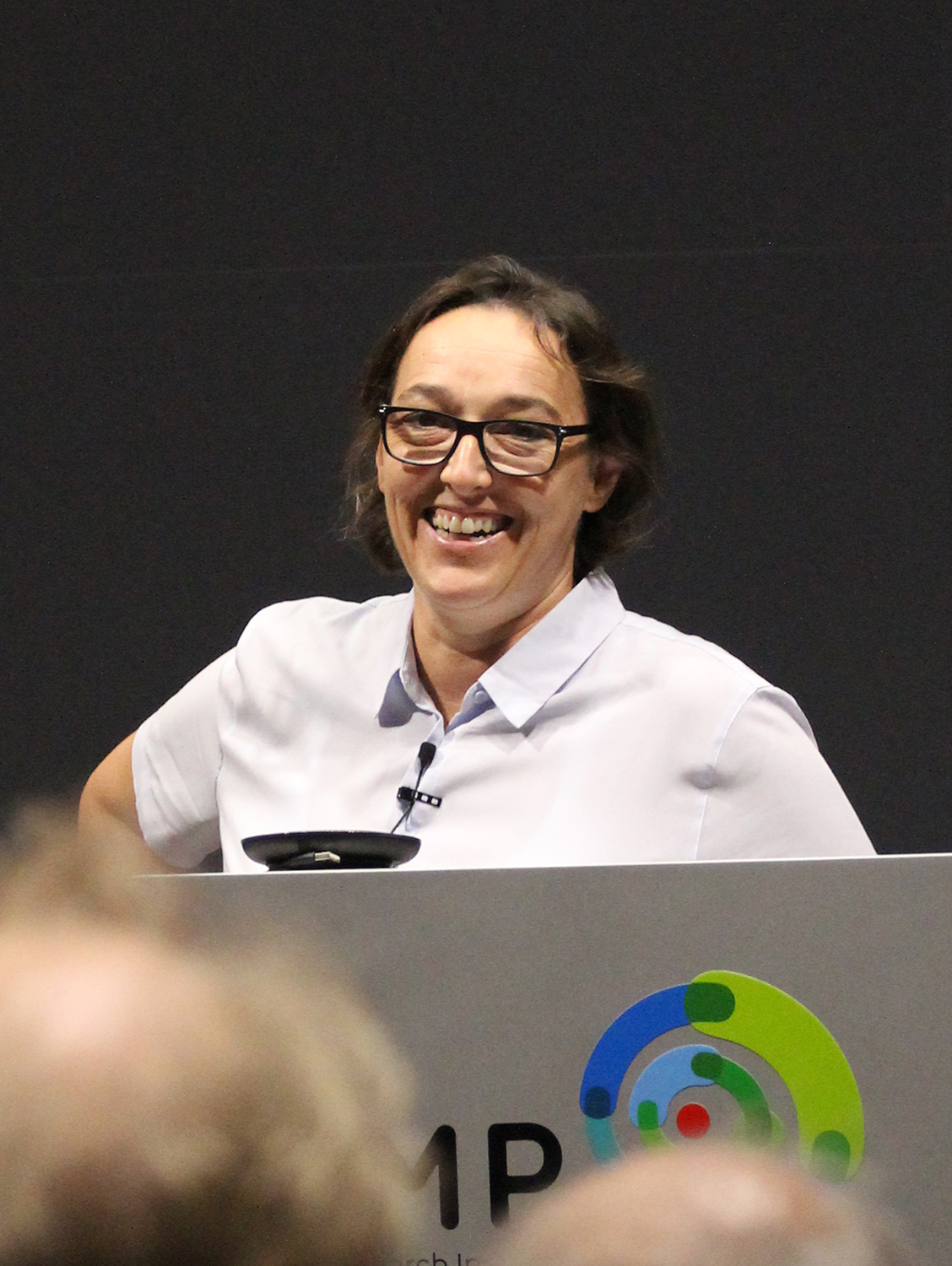
29. Oktober: Angelika Amon
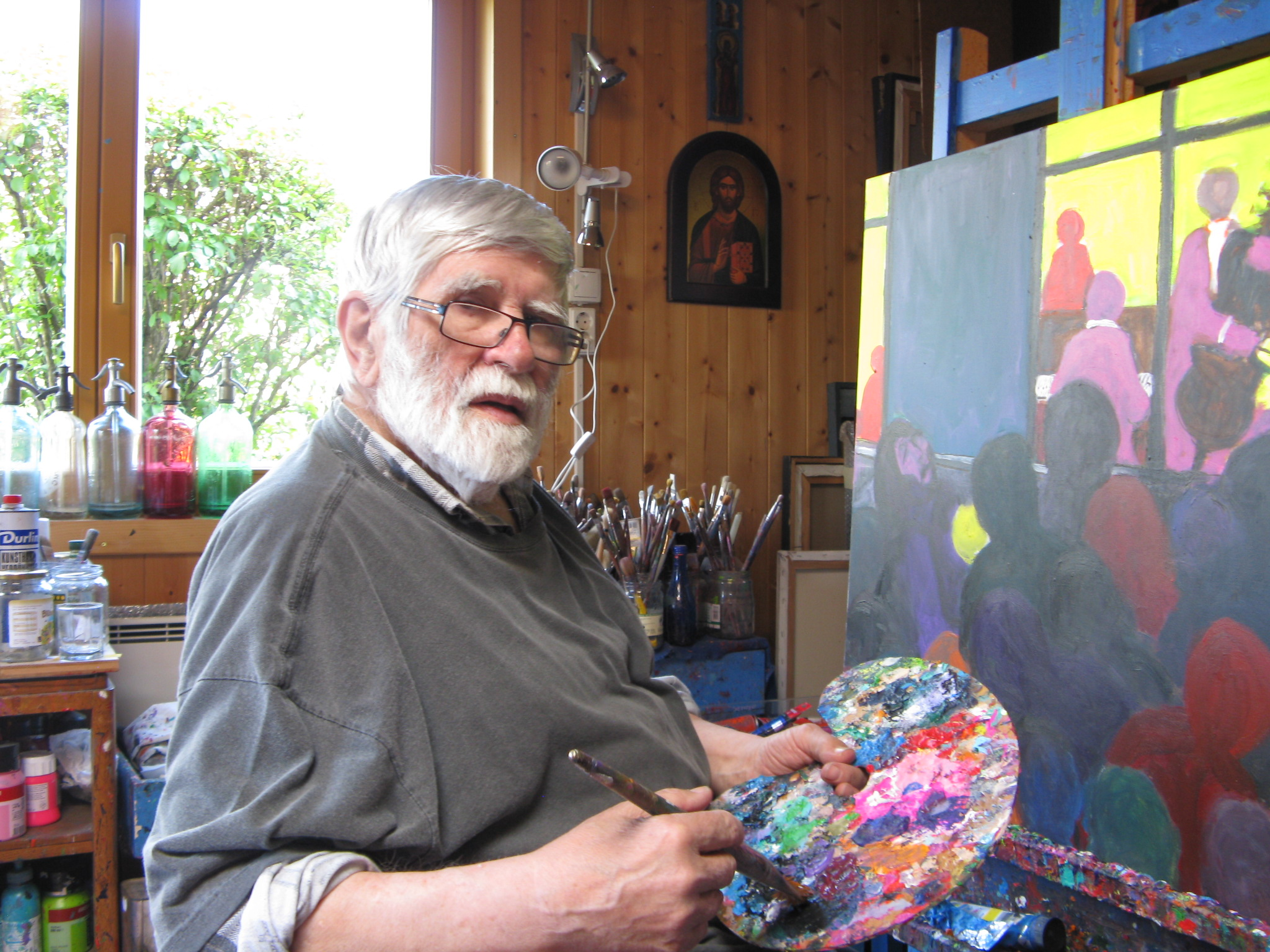
23. November: Robert Hammerstiel
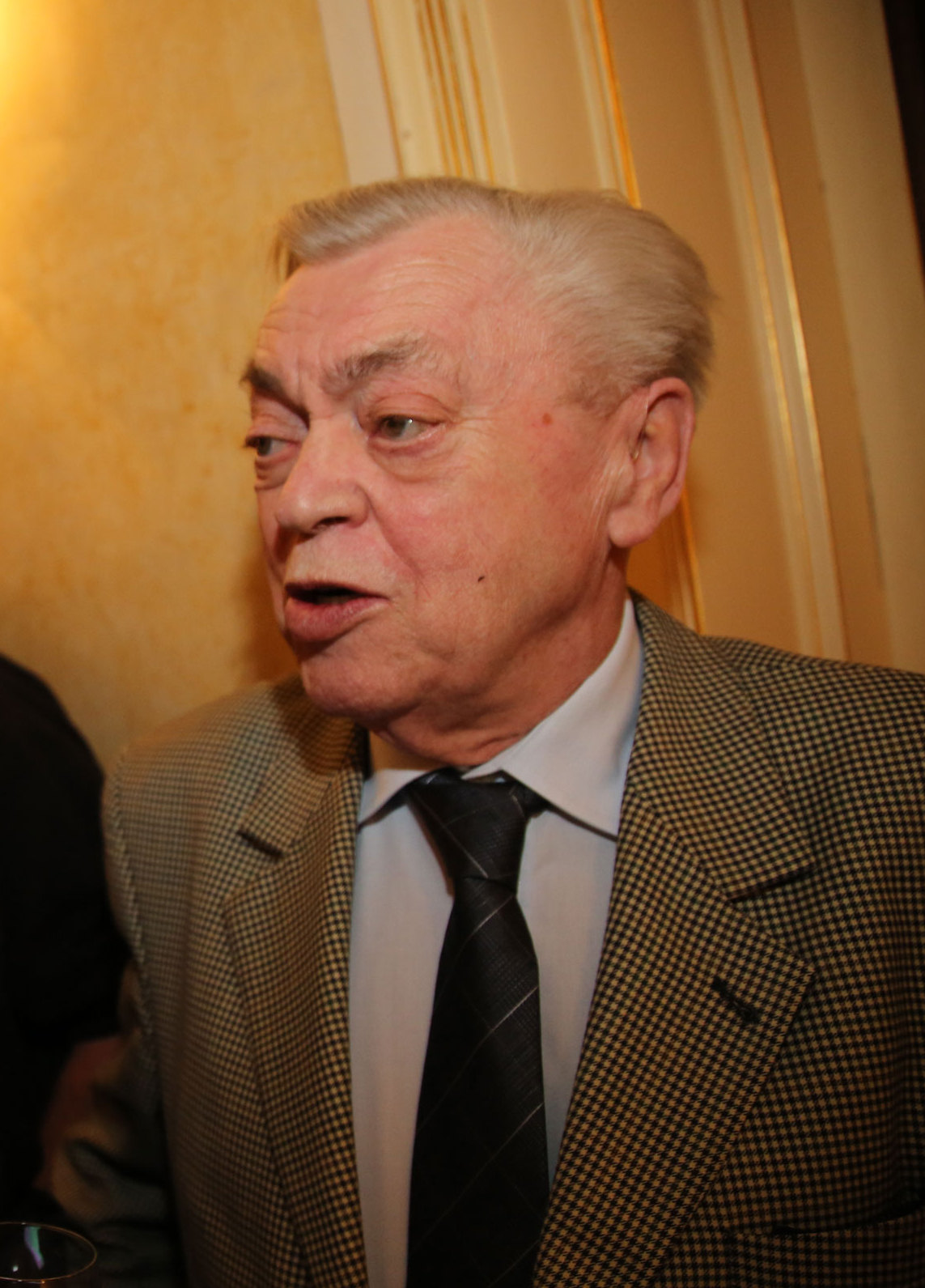
6. Dezember: Klaus Ofczarek
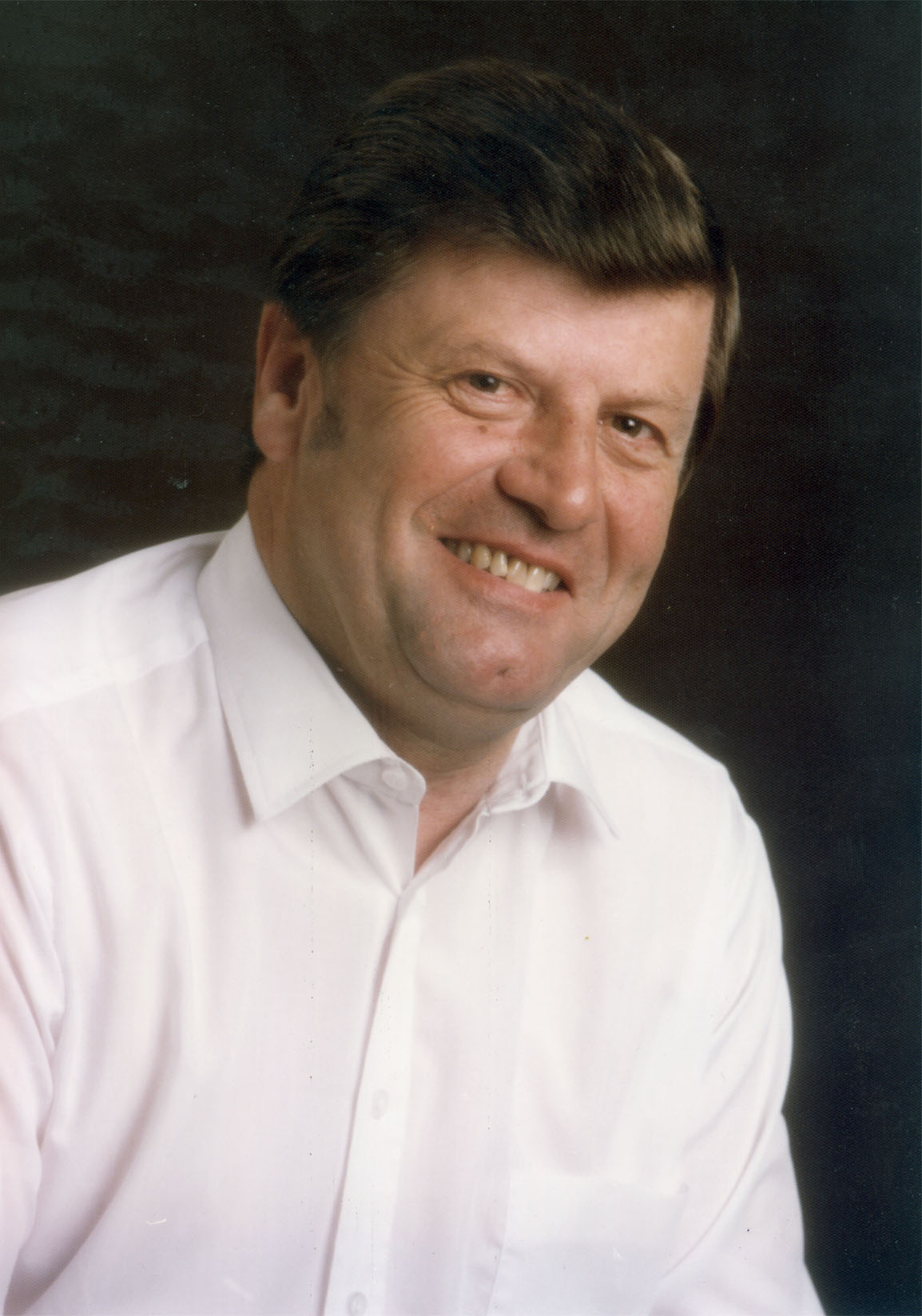
10. Dezember: Roland Kaltenbrunner